# Georg Friedrich Haendel
Pour les articles homonymes, voir Haendel (homonymie).
Œuvres principales
- Concerto pour hautbois no 3 (1705)
- La Resurrezione (1708)
- Water Music (1717)
- Giulio Cesare (1724)
- Sarabande de Haendel (1733)
- Le Messie (1741)
- Music for the Royal Fireworks (1749)
- Concerto pour orgue no 5, op. 7 (1750)
  - Catalogue complet

Georg Friedrich Haendel [ˈɡeːɔʁk ˈfʁiːdʁɪç ˈhɛndəl]  ou Georg Friederich  Händel (en anglais  George Frideric Handel [dʒɔː(ɹ)dʒ ˈfɹɛd(ə)ɹɪk ˈhændəl]) est un compositeur saxon, devenu sujet anglais, né le 23 février 1685 à Halle-sur-Saale et mort le 14 avril 1759 à Westminster.
Haendel personnifie souvent de nos jours l'apogée de la musique baroque aux côtés de Jean-Sébastien Bach,, Antonio Vivaldi, Georg Philipp Telemann et Jean-Philippe Rameau, et l'on peut considérer que l'ère de la musique baroque européenne prend fin avec l'achèvement de l’œuvre de Haendel. Né et formé en Saxe, installé quelques mois à Hambourg avant un séjour initiatique et itinérant de trois ans en Italie, revenu brièvement à Hanovre avant de s'établir définitivement en Angleterre, il réalisa dans son œuvre une synthèse magistrale des traditions musicales de l'Allemagne, de l'Italie, de la France et de l'Angleterre,.
Virtuose hors pair à l'orgue et au clavecin, Haendel dut à quelques-unes de ses œuvres très connues — notamment son oratorio Le Messie, ses concertos pour orgue et concerti grossi, ses suites pour clavecin (avec sa célèbre sarabande de Haendel), ses musiques de plein air (Water Music et Music for the Royal Fireworks) — de conserver une notoriété active pendant tout le XIXe siècle, période d'oubli pour la plupart de ses contemporains. Cependant, pendant plus de trente-cinq ans, il se consacra pour l'essentiel à l'opéra en italien (plus de 40 partitions d'opera seria), avant d'inventer et promouvoir l'oratorio en anglais dont il est un des maîtres incontestés.
Son nom peut se trouver sous plusieurs graphies : son extrait de baptême en allemand, utilise la forme Händel, son nom s'écrit également Haendel (le « e » remplaçant l'umlaut — traduit par le tréma), et cette forme, habituelle en français depuis longtemps, est en outre celle retenue par Romain Rolland lorsqu'il lui consacra une importante biographie. Après son installation en Angleterre, lui-même l'écrivait Handel sans tréma, manière quasi homophone retenue par les anglophones, et signait George Frideric Handel.

## Biographie

### Les origines

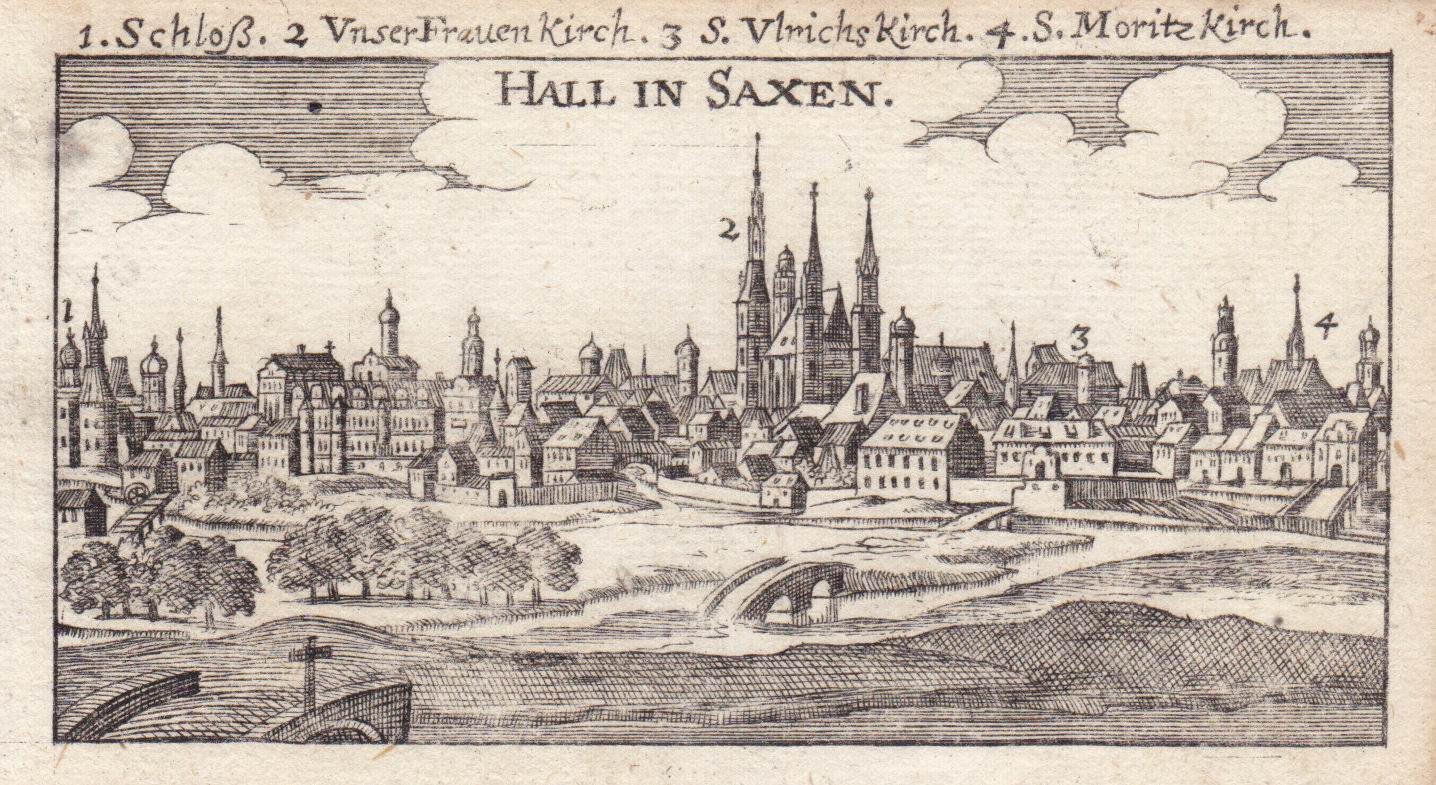
Halle en 1686 (gravure de Christoff Riegel).

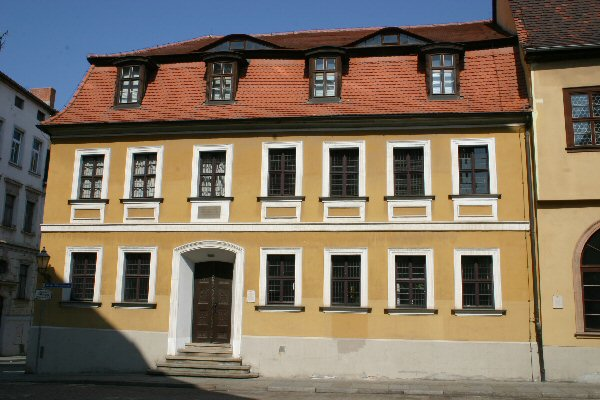
Maison natale de Haendel à Halle.

Au XVIIe siècle on est le plus souvent musicien de père en fils. Rien de tel pour Haendel, seul musicien d'une famille originaire de Silésie et de confession luthérienne : son grand-père, Valentin, est né à Breslau en 1583 ; venu s'installer à Halle en 1609, il y exerce la profession de chaudronnier. Le nom de la famille est alors orthographié de multiples façons, dont cinq attestées dans les registres de la Liebfrauenkirche (Église Notre-Dame) de Halle, soit : Händel, Hendel, Handeler, Hendeler, Hendtler — la première étant la plus courante.
Valentin Händel étant mort en 1636, ses deux premiers fils reprennent son affaire ; le troisième, Georg (1622-1697), père du futur musicien, n'a alors que quatorze ans : il entre comme apprenti chez un chirurgien-barbier qui va décéder six ans plus tard, sans enfant. Sa veuve, âgée de 31 ans, épouse l'apprenti qui n'en a que 21, et lui donne six enfants. Leur mariage durera 40 ans, au cours desquels la compétence de Georg Händel est largement reconnue au point qu'il réussit à entrer au service de la famille du duc Auguste de Saxe-Weissenfels, administrateur de Halle en usufruit jusqu'à sa mort en 1680. À cette date, la cité revient sous l'autorité effective de l'Électeur de Brandebourg, comme prévu lors de la signature des traités de Westphalie en 1648. Georg Händel est une personnalité importante de la cité, bourgeois aisé et de caractère austère ; il prend soin de se recommander au nouveau maître de la ville et parvient à se faire nommer médecin officiel des Électeurs de Brandebourg.
Devenu veuf en 1682, il se remarie l'année suivante (23 avril 1683) avec Dorothea Taust (1651-1730), fille d'un pasteur, de près de trente ans sa cadette.

### 1685-1702: Enfance et adolescence à Halle

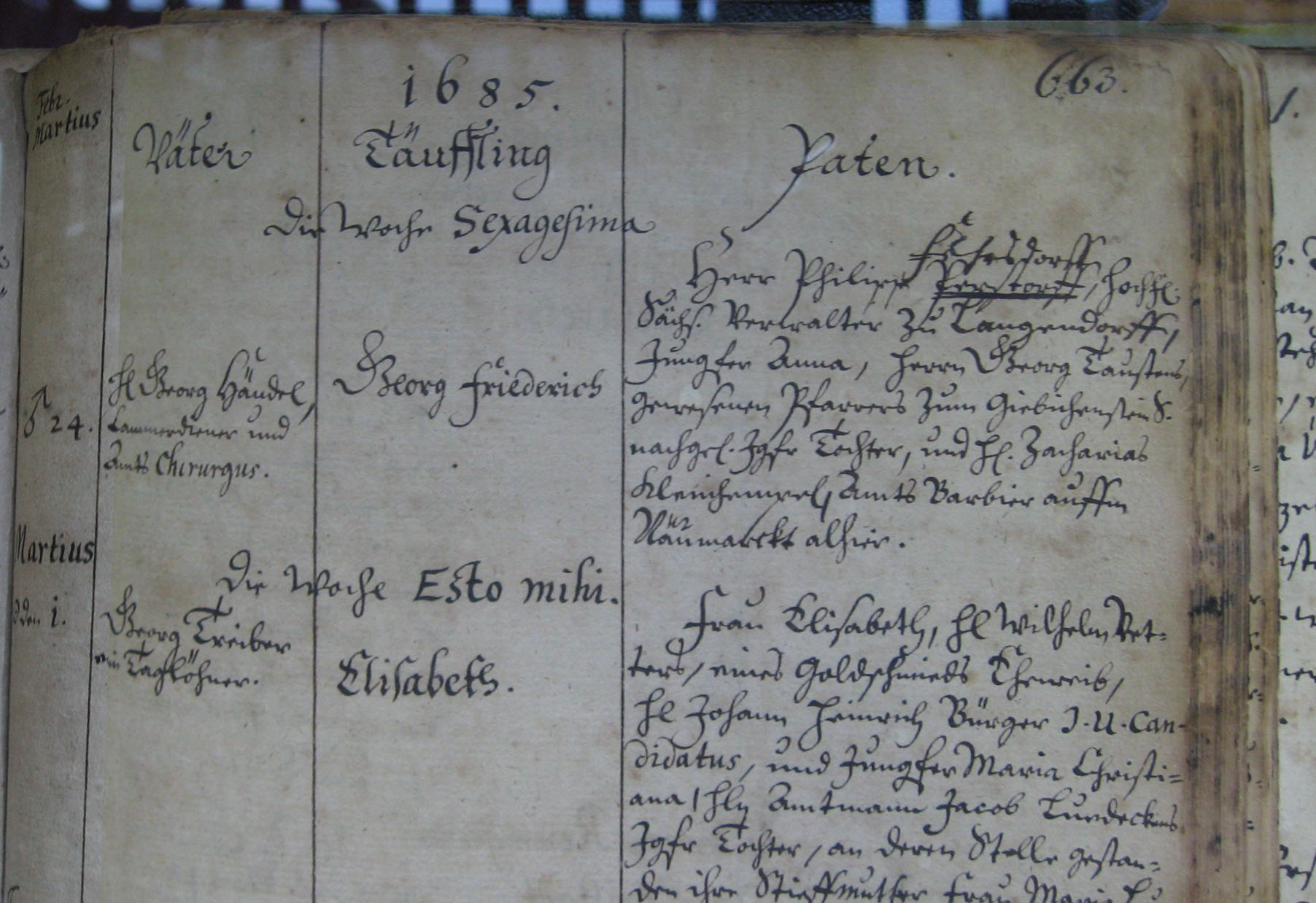
Registre de baptême du 24 février 1685

Après un premier fils mort quelques jours après sa naissance, Georg Friedrich est leur second enfant, né le 23 février 1685 (maison natale de Haendel). Il faut donc remarquer que celui qu'on va pendant toute sa vie désigner comme « Saxon » voit le jour en tant que sujet du margrave-électeur (et futur roi "en" Prusse) Frédéric III de Brandebourg. Il est baptisé dans la confession luthérienne dès le lendemain à la Liebfrauenkirche. 
Plus tard le suivent deux sœurs, Dorothea Sophia, née en 1687 et Johanna Christiana, née en 1690.
Les faits et anecdotes concernant l'enfance de Haendel ont presque tous pour source la première biographie du musicien rédigée vers 1760 par John Mainwaring : ils sont toutefois à considérer avec précaution car entachés d'incohérences quant à leur chronologie.

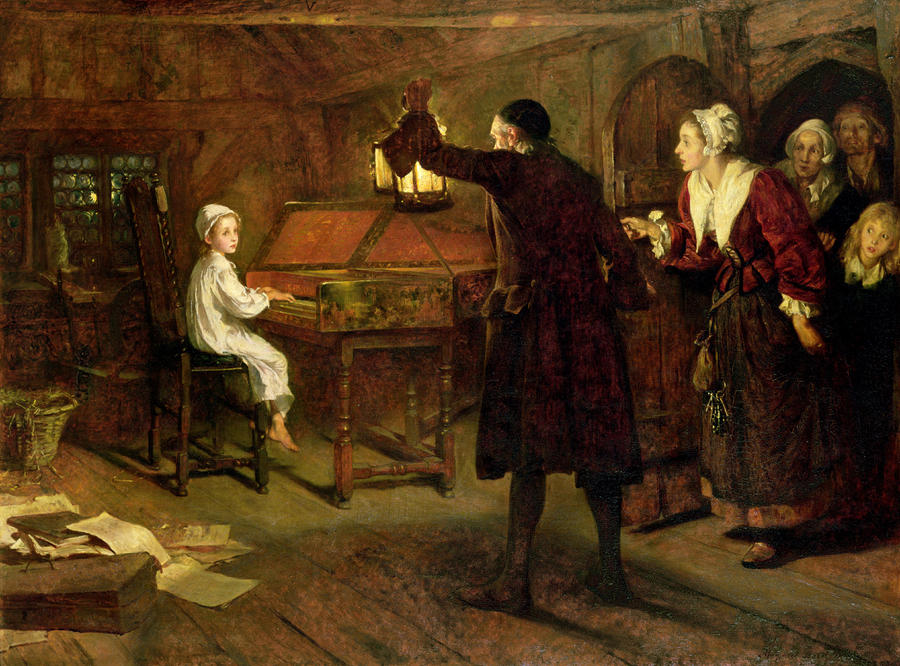
Le petit Haendel surpris à jouer en secret. Représentation de Margaret Isabel Dicksee (1893).

Haendel montre très tôt de remarquables dispositions pour la musique. Sa mère y est sensible, mais son père s'y oppose avec fermeté. Il veut faire de son fils un juriste, meilleur moyen selon lui de poursuivre l'ascension sociale qui a été la sienne. Considérant la musique comme une activité de peu de valeur, il tente d'en détourner son fils en lui interdisant de toucher un instrument. Le garçon, entêté, parviendra cependant à dissimuler un clavicorde au grenier et à continuer à en jouer, lorsque la famille se repose.
L'opposition du père diminue à la suite d'une visite rendue à son ancien maître, le duc Jean-Adolphe Ier de Saxe-Weissenfels, à laquelle s'est joint le jeune Georg Friedrich. Ayant entendu ce dernier jouer de l'orgue à la chapelle ducale, le duc conseille au père de ne pas s'opposer à l'inclination et au talent de son fils, mais de le confier à un bon professeur de musique. De retour à Halle, celui-ci peut donc bénéficier de l'enseignement de l'organiste de la Liebfrauenkirche, Friedrich Wilhelm Zachow, sans que soit abandonnée pour autant l'idée d'une carrière juridique.
Zachow est un esprit curieux, musicien de talent et ouvert aux diverses influences du temps. Il lui donne une éducation musicale complète ; il lui apprend à jouer de plusieurs instruments : clavecin, orgue, violon, hautbois … et lui enseigne les bases théoriques de la composition musicale : harmonie, contrepoint, fugue, variation, formes musicales. L'apprentissage se fonde aussi sur l'étude des œuvres des maîtres, que l'élève recopie sur un cahier ; il se familiarise ainsi avec les principaux compositeurs de son temps, outre Zachow lui-même, Froberger, Kerll, Krieger et d'autres.

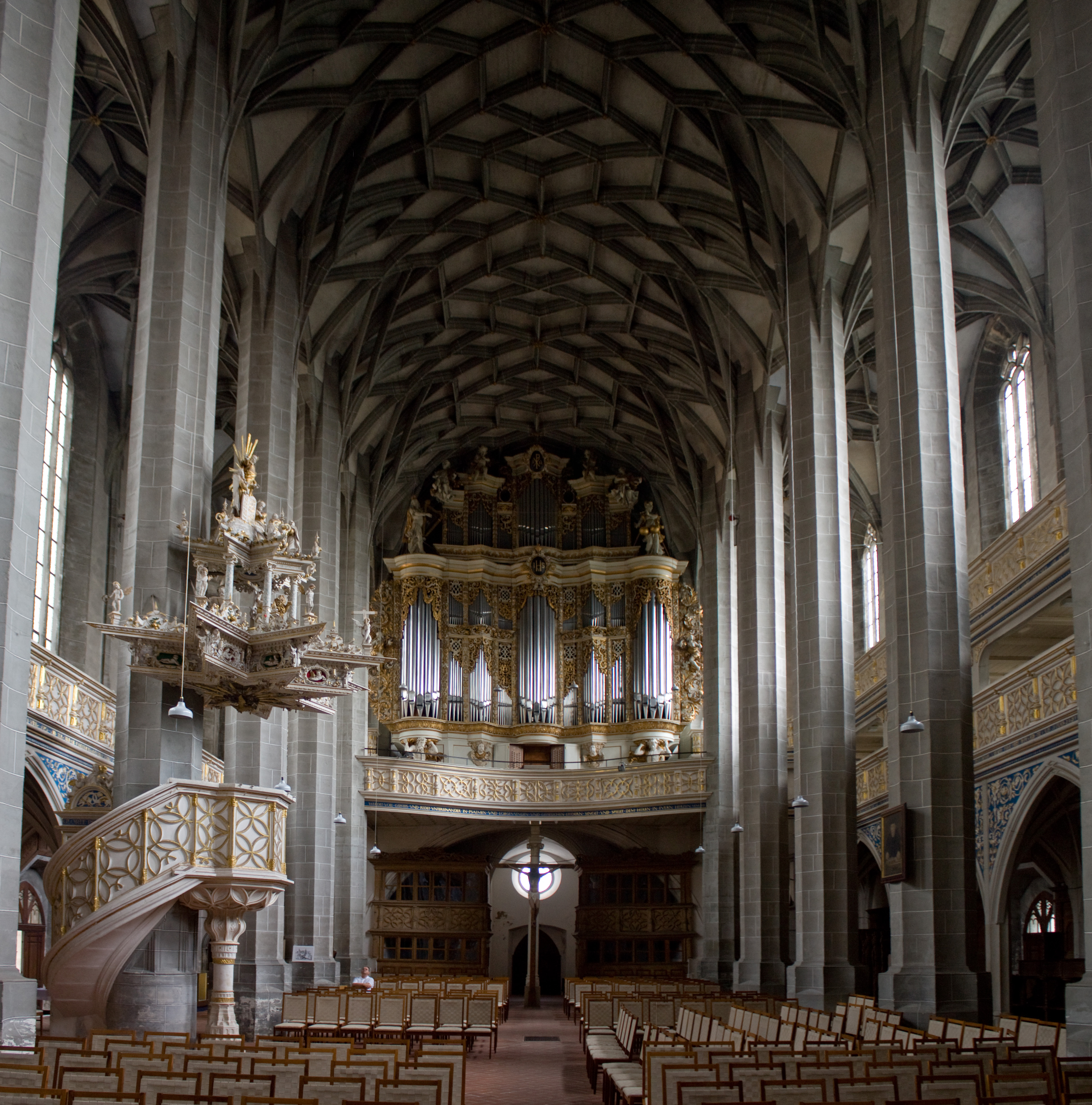
La nef de la Marktkirche de Halle, où Zachow et Haendel tiennent l'orgue.

Le jeune garçon se met très tôt à composer des œuvres instrumentales et vocales : la plupart de celles remontant aux années 1696 ou 1697 sont perdues, mais certaines sont conservées, tels les Drei Deutsche Arien, quelques cantates ou sonates.

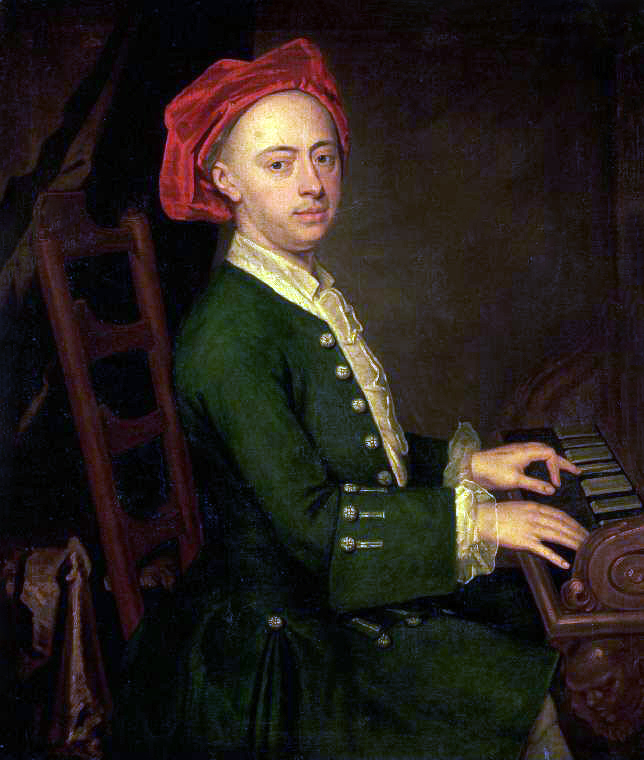
Le jeune Haendel au clavier, vers 1720 (peinture anciennement attribuée à James Thornhill).

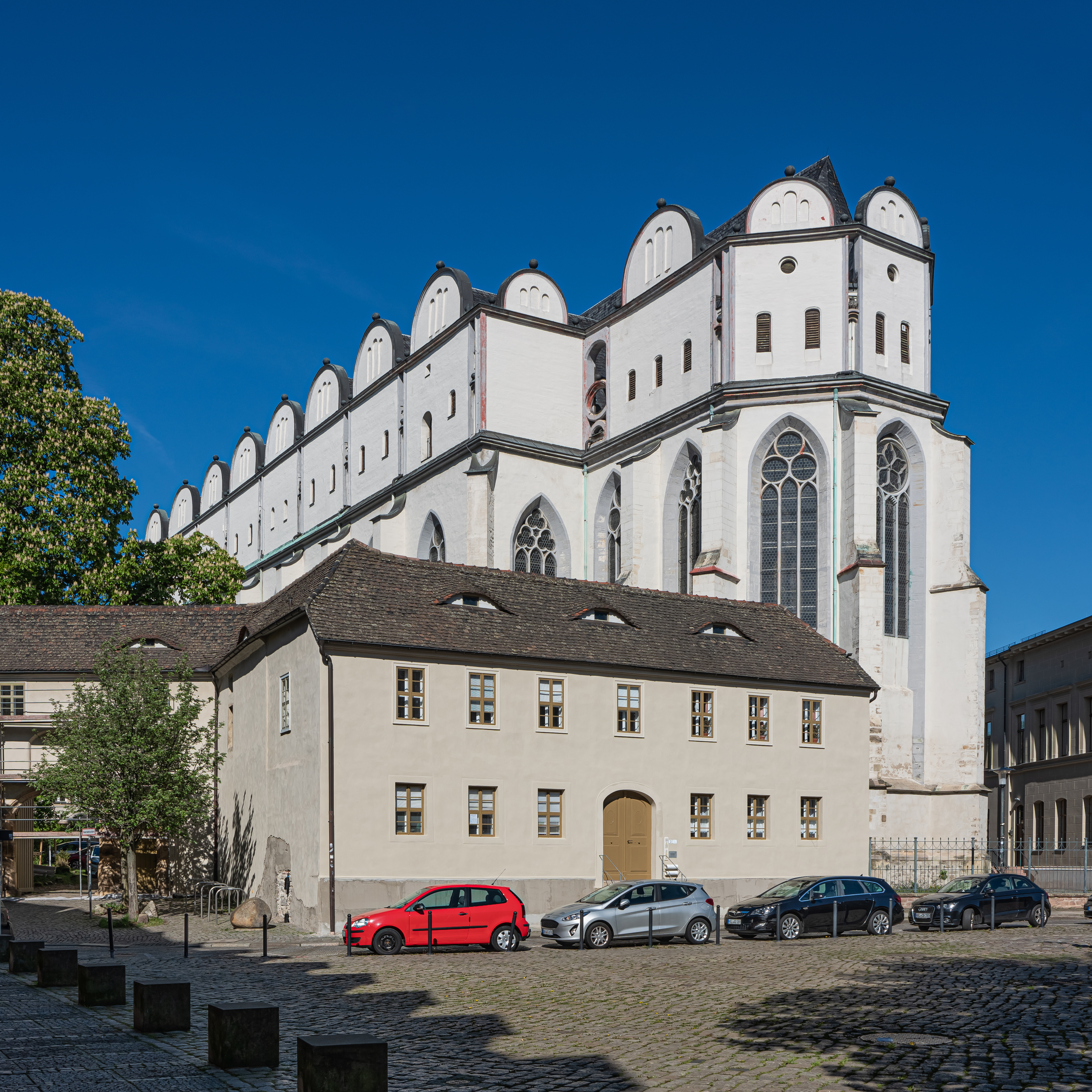
La cathédrale de Halle, dont Haendel tient l'orgue entre 1702 et 1703.

Âgé d'environ douze ans, il fait un séjour à Berlin, ce qui lui permet d'entrer en contact avec la cour de l'Électeur Frédéric III de Brandebourg, le futur roi de Prusse Frédéric Ier. La date exacte ainsi que les circonstances en restent très imprécises. Selon certains,, ce serait vers 1696. Pour d'autres, s'appuyant sur Mainwaring dont le témoignage est sujet à caution, ce pourrait être en 1697 ou 1698, année indiquée par Johann Mattheson. Les avis divergent aussi quant à savoir s'il est accompagné de son père (mort le 11 février 1697) ou si celui-ci est resté à Halle, attendant son retour, ce qui ne permet pas de lever l'incertitude. Des circonstances rapportées aussi par Mainwaring achèvent d'embrouiller les hypothèses, car elles aboutissent à des incohérences par rapport à d'autres sources connues et plus fiables : Haendel y aurait rencontré Giovanni Bononcini et Attilio Ariosti dont les séjours attestés par ailleurs à Berlin sont plus tardifs.
En fait, il semble que Haendel ait entrepris en 1702, à l'âge de 17 ans, un deuxième voyage à Berlin, ville depuis laquelle était gouvernée Halle. C'est lors de ce deuxième voyage qu'il aurait rencontré Ariosti et Bononcini et joué devant le roi de Prusse.
Toujours est-il qu'il fait grande impression à la Cour que l'Électrice Sophie-Charlotte de Hanovre anime d'une vie musicale intense. Frédéric III lui proposera de le prendre à son service, après l'avoir envoyé se perfectionner en Italie, offre qui est déclinée par Haendel ; mais on ne sait pas si c'est à la prière du père (mort en 1697) et réclamant le retour de son fils, ou du fait de celui-ci. Les tenants de la première hypothèse, à la suite de Romain Rolland affirment même que le garçon revient dans sa ville natale le 15 février 1697 pour y trouver son père décédé depuis quatre jours.
Cinq ans après la mort de son père, respectant sa volonté, il s'inscrit le 10 février 1702 à l'université de Halle, afin d'y suivre des études juridiques. Il ne se fait cependant immatriculer dans aucune faculté, et ne restera étudiant que peu de temps. Le 13 mars suivant, il est nommé organiste de la cathédrale calviniste de Halle (bien qu'il soit lui-même luthérien) en remplacement du titulaire, pour une période probatoire d'une année. Il s'assure ainsi l'indépendance financière, dans une fonction qu'il ne va cependant pas occuper au-delà de la période d'essai. C'est pendant cette période qu'il se lie durablement avec Georg Philipp Telemann qui se rend à Leipzig et fait étape à Halle.

### 1703-1706: Début de carrière à Hambourg

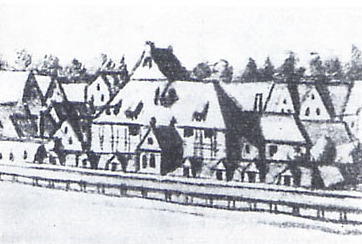
L'opéra am Gänsemarkt à Hambourg, en 1726.

Il demeure donc peu de temps à ce poste, ne renouvelant ni son contrat ni son inscription à l'université : au printemps ou à l'été 1703, il quitte Halle de façon définitive pour aller s'installer à Hambourg.
La cité hanséatique grande et très prospère est alors le principal centre culturel et musical de l'Allemagne du Nord ; l'activité artistique y est intense et attire depuis longtemps nombre de musiciens, instrumentistes et compositeurs ; c'est ici qu'a été fondé dès 1678 le premier théâtre d'opéra allemand, l’Oper am Gänsemarkt. L'opéra allemand, alors à ses débuts, est sous l'influence dominante de l'opéra italien, particulièrement vénitien, les textes des livrets combinant de façon improbable textes italiens et allemands sur une musique de caractère cosmopolite. 

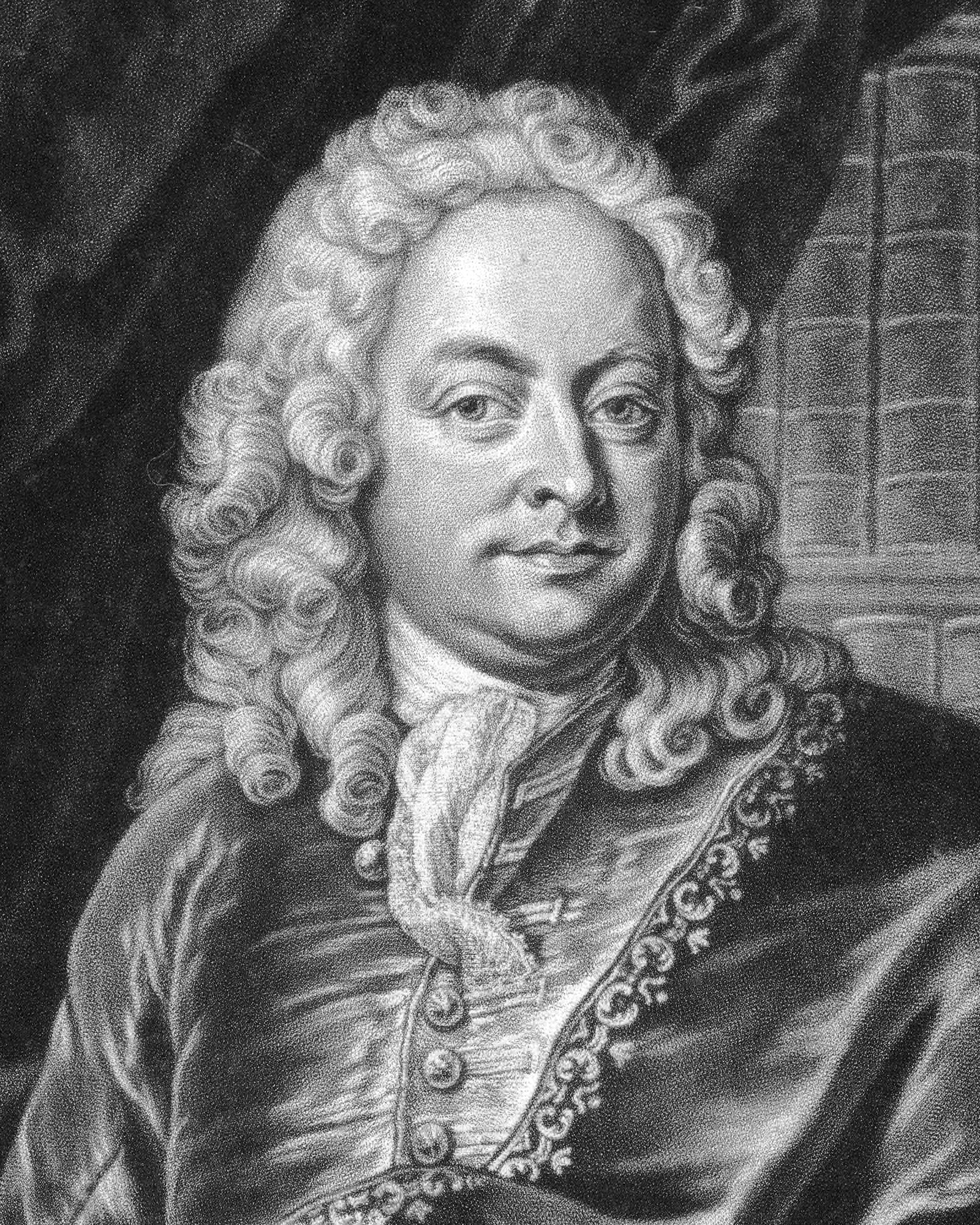
Johann Mattheson est la « bonne étoile » de Haendel à Hambourg.

À l'époque où Haendel arrive, l'opéra est dominé par Reinhard Keiser, à la direction du Gänsemarktoper depuis 1697. Haendel peut y trouver un poste de second violon puis de claveciniste, peut-être par l'entremise de Johann Mattheson, rencontré dès le 9 juillet à l'orgue de l'église Sainte Marie-Madeleine. Ce dernier a quatre ans de plus qu'Haendel, mais il est déjà un musicien célèbre, ayant été engagé à l'opéra de Hambourg comme chanteur à l'âge de quinze ans. Ils se lient d'amitié et Mattheson, introduit dans tous les milieux qui comptent à Hambourg — il devient même en novembre, précepteur chez l'ambassadeur d'Angleterre — y fait connaître son nouvel ami, Haendel. C'est en tout cas ce qu'il affirmera plus tard dans ses écrits.
Les deux musiciens se portent une admiration mutuelle, et échangent connaissances, idées, conseils : Haendel est très fort à l'orgue, en fugue et contrepoint, en improvisation ; quant à Mattheson, il a plus d'expérience de la séduction mélodique et des effets dramatiques. Le 17 août, ils partent ensemble pour Lübeck afin d'y entendre et rencontrer Dietrich Buxtehude, le plus fameux organiste du temps, peut-être dans l'espoir d'y recueillir sa succession à la prestigieuse tribune de la Marienkirche ; mais à la condition comme de tradition – qui a été satisfaite en son temps par Buxtehude lui-même – d'épouser la fille de l'organiste titulaire, ce qui ne tente aucun des deux jeunes gens (semblable aventure se reproduira dans deux ans pour Jean-Sébastien Bach venu ici dans la même intention).
Les deux amis retournent à Hambourg où Haendel se familiarise jour après jour avec le monde de l'opéra. Grâce à Mattheson, il trouve à donner des leçons de clavecin. Nombre de pièces pour cet instrument remonteraient à cette période hambourgeoise, comme de très nombreuses sonates et les concertos pour hautbois. On lui a attribuera longtemps une Johannis Passion (Passion selon Saint Jean) représentée le 17 février 1704, qui aurait été sa première œuvre importante,. En fait, selon Winton Dean, elle serait due à Mattheson ou à Georg Böhm.
En décembre 1704, un incident l'oppose à Mattheson, qui aurait pu lui coûter la vie : lors d'une représentation de l'opéra Cleopatra de Mattheson dans lequel ce dernier tient lui-même le rôle d'Antoine, Haendel refuse de lui céder la place au clavecin après la mort, sur scène, du héros : l'affaire se termine par un duel au cours duquel l'épée de Mattheson le manque de très peu. Les deux hommes se réconcilient peu de temps après. De fait, les relations ne sont plus aussi bonnes qu'auparavant, car Haendel supporte de moins en moins l'air important, le ton protecteur de son ami. De même avec Keiser, les relations sont devenues tendues.
Il aborde l'opéra pour la première fois avec Almira (titre complet : Der in Krohnen erlangte Glücks-Wechsel oder Almira, Königin von Castilien) sur un livret de Friedrich Christian Feustking, dont la première a lieu le 8 janvier 1705. C'est une œuvre hybride à l'exemple de ce qui se fait à Hambourg : ouverture à la française, récitatifs en allemand, arias en allemand ou en italien, machinerie, danses, présence d'un personnage bouffon ; la musique de Haendel, qui a peut-être été aidé par Mattheson et bien qu'elle « manque encore de maturité » lui assure un succès considérable (plus de vingt représentations) et la jalousie de Keiser. Le succès ne se renouvelle pas pour le deuxième opéra, Nero, présenté le 25 février 1705 et honoré de deux ou trois représentations seulement (la musique en est perdue). Keiser réplique à Haendel par la composition de deux opéras sur les mêmes intrigues : Almira et Octavia.
Les relations conflictuelles avec Keiser, la situation difficile de l'opéra, due à sa direction désordonnée et l'échec de Nero jouent probablement un rôle important dans la décision que prend Haendel de partir pour l'Italie, sur les conseils de Gian Gastone de' Medici, futur grand-duc de Toscane rencontré à Hambourg (à moins qu'il ne s'agisse de son frère aîné Ferdinando). Il a auparavant composé un dernier opéra, Florindo, dont la musique est presque entièrement perdue, et qui est représenté en 1708 après son départ, d'ailleurs scindé en deux (Florindo et Daphne) pour cause d'une longueur excessive.

### 1706-1710: Séjour en Italie
Les conditions et le trajet du voyage qui le mène en Italie ne sont pas connues (Mattheson indique qu'il aurait accompagné un certain von Binitz). Quant au séjour italien lui-même, qui doit durer trois ans et qui est décisif dans l'évolution de son style et de sa carrière, les informations dont on dispose sont imprécises et lacunaires ; elles prêtent à de nombreuses interprétations ou suppositions contradictoires. 

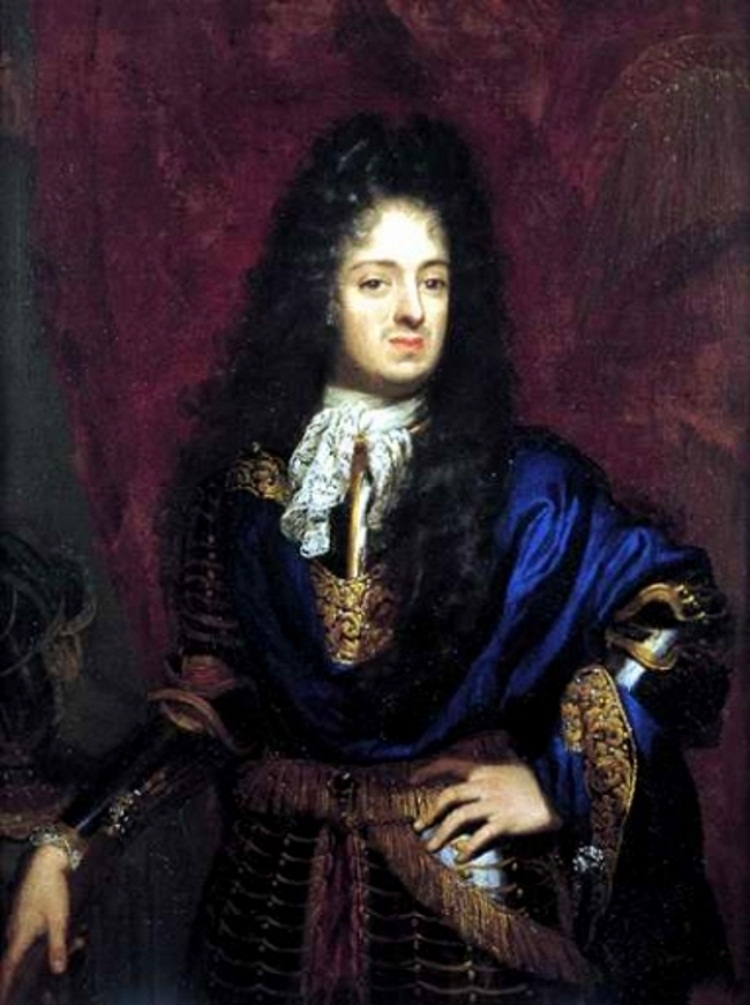
Ferdinand de Médicis, grand-prince de Florence
Tableau de Niccolò Cassani
Galerie des Offices, Florence

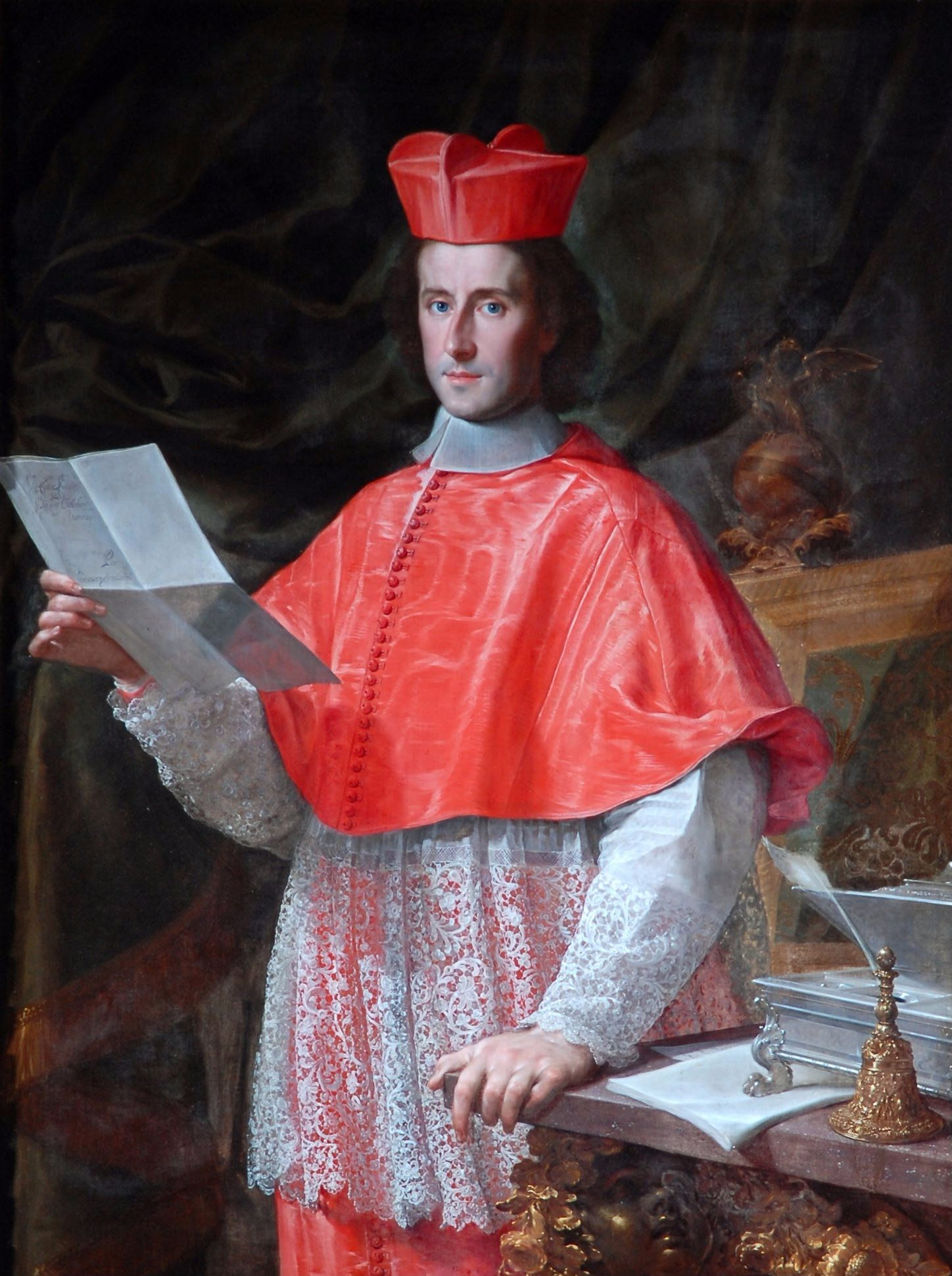
Le cardinal Pietro Ottoboni, portrait par Francesco Trevisani
The Bowes Museum, Barnard Castle, Comté de Durham

Il est probable – c'est ce qu'affirme Mainwaring – que sa première étape soit Florence où il arrive à l'automne 1706. Une certaine déception est peut-être au rendez-vous, car le prince régnant, Cosme III, est de caractère austère et ne s'intéresse ni à l'art en général, ni à la musique en particulier ; quant au soutien obtenu du prince héritier Ferdinand, il reste mesuré. Haendel y fait cependant des rencontres intéressantes, comme celle d'Alessandro Scarlatti, alors présent au service de Ferdinand, et, peut-être, de Giacomo Antonio Perti : il entend probablement des opéras de ces deux compositeurs représentés au théâtre privé de Pratolino, comme Il gran Tamerlano de Scarlatti, ou Dionisio re di Portogallo de Perti. À Florence il fait aussi très certainement connaissance d'Antonio Salvi, médecin et poète à la cour grand-ducale, dont il utilisera plus tard plusieurs livrets d'opéras. Datant de 1707, Rodrigo est le premier opéra de Haendel écrit pour la scène italienne, représenté probablement en novembre 1707 au Teatro Cocomero à la suite d'une commande de Ferdinand de Médicis, qui récompense Haendel en lui donnant 100 sequins et un service de porcelaine.
Ce dernier y aurait aussi gagné les faveurs de la prima donna Vittoria Tarquini — l'une des seules liaisons féminines de Haendel rapportées par la tradition. Il fera, semble-t-il, chaque année qui suit, d'autres séjours assez prolongés à Florence.

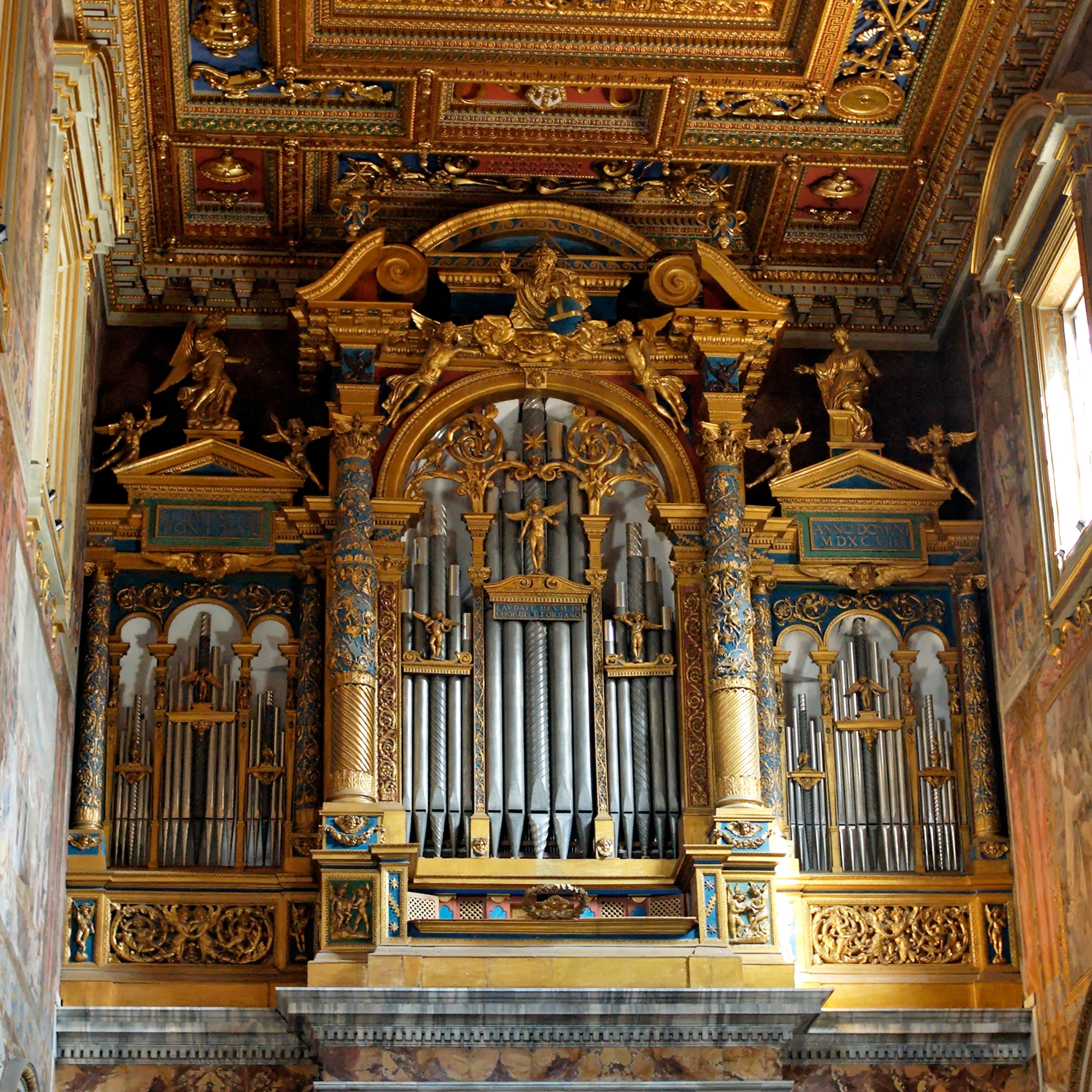
L'orgue de Saint-Jean-de-Latran.

C'est à Rome que, probablement il passe la plus grande partie de son séjour en Italie, entrecoupé de voyages attestés ou probables à Naples, Venise, Florence... Il arrive à Rome en janvier 1707 comme en témoigne le journal d'un bourgeois de cette ville, en date du 14 janvier :

« Un Allemand vient d'arriver dans la ville, qui est un excellent joueur de clavecin et un compositeur. Aujourd'hui, il a fait montre de son talent en jouant de l'orgue à Saint-Jean-de-Latran à l'admiration de chacun. »

Bien que luthérien, Haendel ne tarde pas à avoir ses entrées auprès de personnalités influentes de la cité papale, notamment le marquis Francesco Ruspoli et au moins trois cardinaux : Benedetto Pamphili, Carlo Colonna et Pietro Ottoboni, fastueux mécène. Au palais de ce dernier, comme dans le milieu prestigieux des lettrés de l'Académie d'Arcadie dont font partie certains de ses protecteurs, il fréquente de nombreux artistes et musiciens, parmi lesquels Arcangelo Corelli, Antonio Caldara, Alessandro Scarlatti et son fils Domenico, Bernardo Pasquini, probablement Agostino Steffani ; son talent est apprécié et lui ouvre toutes les portes.
C'est au palais d'Ottoboni, à une date indéterminée, qu'il participe à une joute musicale l'opposant à Domenico Scarlatti, claveciniste éblouissant, qui a le même âge que lui. Si les deux musiciens sont jugés, peut-être, égaux au clavecin, Scarlatti lui-même reconnaît la supériorité de Haendel à l'orgue. Mais les deux jeunes gens resteront liés par une amitié et une considération mutuelle indéfectibles. Dès avant mai 1707, il compose son premier oratorio, sur un livret du cardinal Pamphili : Il trionfo del Tempo e del Disinganno. Il est accueilli et engagé, de façon intermittente et assez informelle, par le marquis Ruspoli, qui le loge, pour composer des cantates séculières interprétées dans ses résidences de campagne de Cerveteri et de Vignanello. Il y fait la connaissance de chanteurs et musiciens qu'il retrouvera plus tard à Londres, notamment la soprano Margherita Durastanti.
Le séjour romain est extrêmement fécond. Haendel compose de la musique religieuse : les psaumes Dixit Dominus (avril 1707), son premier grand chef-d'œuvre, Laudate Pueri Dominum, et Nisi Dominus (juillet 1707). On lui suggère d'ailleurs de passer au catholicisme, invitation qu'il décline avec politesse et fermeté. Pour Ruspoli, il compose un grand oratorio dramatique, également considéré comme un de ses premiers chefs-d'œuvre, La Resurrezione, sur un livret de Carlo Sigismondo Capece. L'œuvre représentée les 8 et 9 avril 1708 dans un théâtre spécialement aménagé dans le palais du commanditaire est interprétée sous la direction de Corelli avec la participation de la Durastanti ; le succès est exceptionnel. Pour ses protecteurs ou les séances de l'Académie d'Arcadie, il compose un nombre considérable de cantates profanes (150 au dire de Mainwaring, et il en subsiste près de 120) ainsi que des sonates et autres musiques. Pas d'opéra, cependant : ce genre est en effet prohibé à Rome depuis des années, par décision du pape Innocent XII.

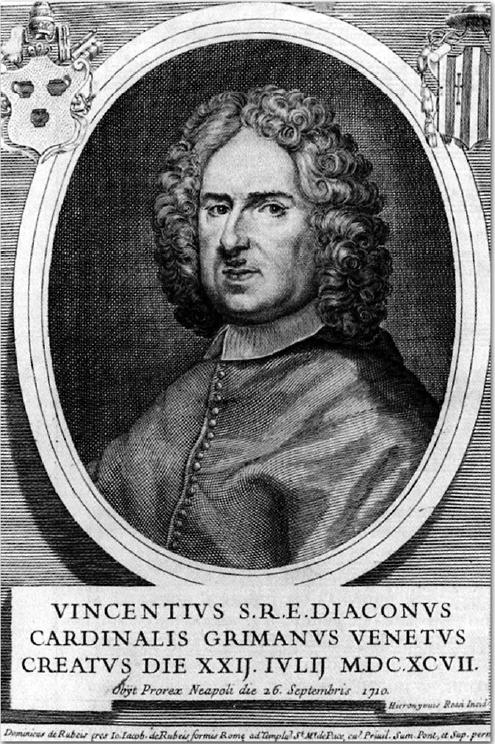
Le cardinal Vincenzo Grimani, librettiste d'Agrippina

Les bruits de guerre qui se rapprochent de Rome sont peut-être la cause d'un séjour prolongé à Naples à partir de mai ou juin 1708. L'aristocratie locale le reçoit avec empressement et lui prodigue une fastueuse hospitalité. Il compose notamment, pour un mariage ducal, la serenata à caractère festif Aci, Galatea e Polifemo ; il est aussi introduit auprès du vice-roi de Naples, le cardinal Vincenzo Grimani, prélat, lettré et diplomate issu d'une grande famille vénitienne propriétaire dans la Cité des Doges du Teatro San Giovanni Grisostomo : ce dernier va composer pour lui le livret d'un opéra qu'il pourra donc représenter à Venise. À Naples se noue aussi, peut-être, une idylle avec une énigmatique « Donna Laura ».
Peut-être est-il venu plusieurs fois à Venise : ce serait là qu'il aurait fait la connaissance de Domenico Scarlatti ainsi que de plusieurs musiciens de renom animant la vie musicale exceptionnelle de la cité, notamment Antonio Lotti, Francesco Gasparini, Tomaso Albinoni, peut-être Antonio Vivaldi et de plusieurs personnages influents tels le prince Ernest-Auguste de Hanovre et le baron von Kielmansegg qui joueront un rôle important dans sa carrière.
En tous les cas, c'est le 26 décembre 1709 qu'il assiste à la première de son opéra Agrippina sur le livret que lui a écrit le cardinal Grimani et dans le Teatro San Giovanni Grisostomo que celui-ci met à disposition. L'œuvre, représentée dans une distribution éclatante, recueille un succès immédiat et phénoménal au cours de 27 soirées – chiffre considérable à cette époque.

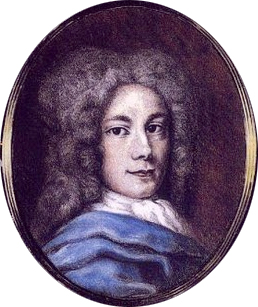
Portait possible du jeune Haendel, vers 1710, lors de sa période italienne (miniature attribué à Jakob Christoph Platzer).

Le public enthousiaste fait un triomphe au caro Sassone (« Cher Saxon ») qui s'apprête maintenant à quitter l'Italie.
En effet, la renommée qu'il a acquise dans la péninsule, et particulièrement à Venise, que visitent tant de princes ou souverains étrangers attirés par son exceptionnelle animation culturelle, lui a certainement apporté des propositions intéressantes d'engagement à des postes prestigieux et notamment de l'Électeur de Hanovre, sur la recommandation d'Agostino Steffani sans doute appuyée par le prince Ernst-August et le baron von Kielmansegg qui ont assisté au triomphe d’Agrippina ; peut-être encore de l'Électeur Palatin et de son épouse (une sœur de Ferdinand de Medicis), tous deux grands amateurs de musique. Probablement aussi le comte de Manchester, ambassadeur de Grande-Bretagne, lui a-t-il évoqué toutes les opportunités qui pourraient s'offrir à Londres, ville devenue alors la plus peuplée d'Europe. Il quitte l'Italie en février 1710, passe par Innsbruck où il décline une offre du gouverneur du Tyrol et revient en Allemagne.
Le séjour en Italie est donc déterminant à de nombreux titres : il a pu s'imprégner, à la source, de la musique italienne, de son environnement et de sa pratique, côtoyer et se mesurer aux musiciens les plus célèbres, lier connaissance avec nombre de chanteurs et chanteuses qu'il retrouvera plus tard, se constituer un vaste répertoire (vocal particulièrement) dans lequel il ne manquera pas de puiser par la suite et se faire une renommée auprès de grands personnages, mécènes potentiels influents.

### 1710-1712: Maître de chapelle à Hanovre

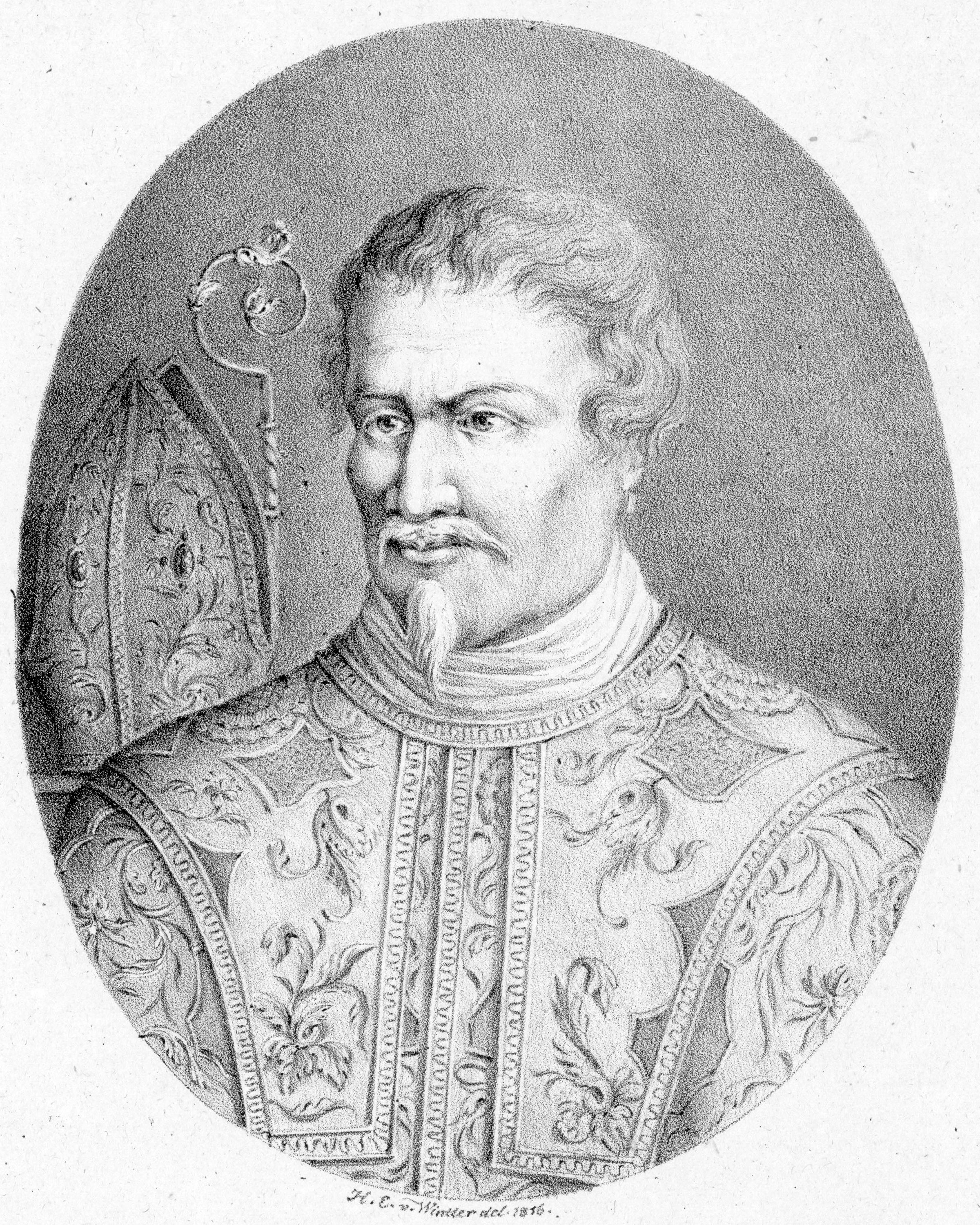
Portrait de Steffani (lithographie de 1816) d'après un original perdu

Arrivé à Hanovre, il est nommé le 16 juin, maître de chapelle de l'Électeur, poste jusque-là occupé par Agostino Steffani, sur la chaude recommandation de ce dernier. Son salaire est important (1 000 thalers) et il obtient l'avantage de pouvoir prendre aussitôt un congé d'un an pour se rendre à Londres. Son trajet le fait passer à Halle, où il revoit sa mère et son maître Zachow, puis à Düsseldorf, où il est reçu avec faveur par l'Électeur Palatin et son épouse ; il quitte Düsseldorf en septembre pour Londres via les Pays-Bas.
À Londres, il ne tarde pas à être présenté à la reine Anne, et à y rencontrer de nombreux artistes, chez le marchand de charbon mélomane Thomas Britton, et à faire la connaissance de deux personnages importants dans le monde de l'opéra : l'auteur dramatique et directeur de théâtre Aaron Hill et son assistant, suisse immigré, Johann Jacob Heidegger.
Depuis la mort de Purcell en 1695, il n'y a plus de compositeur de premier plan en Angleterre et l'opéra anglais disparaît, laissant la place vers 1705 à l'opéra italien de facture ou d'interprétation souvent médiocre.
Aaron Hill a l'idée de monter un opéra avec l'aide de Haendel. Il en écrit le livret, le fait traduire en italien par Giacomo Rossi et Haendel compose la musique ; selon Mainwaring, en deux semaines, : ce sera Rinaldo, tout premier opéra italien spécifiquement créé pour la scène anglaise, dont la première a lieu le 24 février 1711 dans une mise en scène luxueuse et avec une distribution de choix. Le succès est impressionnant, pendant 15 représentations jusqu'en juin. L'année de congé étant écoulée, Haendel quitte Londres vers le début de juin, y laissant sa réputation assurée, et retourne à Hanovre en passant par Düsseldorf.
Revenu à Hanovre, il reste en contact avec les nombreuses relations qu'il s'est faites à Londres, et perfectionne son anglais. Il fait en novembre un voyage à Halle, pour le baptême de sa nièce et future héritière, Johanna Friderica, en tant que parrain. Il n'y a pas d'opéra à Hanovre, mais un bon orchestre ; il compose des duos, de la musique instrumentale, et s'ennuie probablement : il ne pense qu'à l'Angleterre, aux succès remportés auprès du public, de l'aristocratie et de la Cour ; à l'automne 1712, il obtient à nouveau la permission d'un second voyage à Londres, à la condition de s'engager à revenir dans un délai raisonnable.
En fait, ce nouveau départ se révélera définitif.

### 1712-1719: Premières années en Grande-Bretagne
De retour en Angleterre, il vit pendant un an chez un certain Mr Andrews, mélomane fortuné, à Barn Elms (Barnes) dans le Surrey, avant d'être hébergé, de 1713 à 1716 chez le comte de Burlington à Picadilly. Richard Burlington est un riche mécène chez lequel il rencontre de nombreux lettrés et artistes parmi lesquels Pope, Gay, Arbuthnot. Il fait aussi à cette époque la connaissance d'une amie et admiratrice indéfectible, Mary Granville, devenue plus tard Mrs Delany puis Mrs Pendarves, qui, par sa correspondance, est un témoin appréciable de l'activité musicale de Haendel. Chez Burlington, sa vie est tranquille et régulière : il compose le matin, déjeune avec l'entourage de son hôte et l'après-midi, joue pour la compagnie ou fréquente des concerts.
Dès le 22 novembre 1712, son opéra Il pastor fido est représenté au Queen's Theatre ; mais l'œuvre, qui semble avoir été composée à la « va-vite » avec de nombreux réemplois d'œuvres antérieures, est un échec. C'est ensuite Teseo, représenté le 10 janvier 1713, qui a plus de succès, avec 12 reprises dans la saison, mais sans égaler celui de Rinaldo ; son livret est une adaptation par Nicola Francesco Haym de celui de Philippe Quinault pour le Thésée de Lully créé en 1675 : Teseo restera le seul opéra de Haendel comportant cinq actes selon la tradition de la tragédie lyrique française. Il sera suivi de Silla, représenté (en privé) une seule fois, le 2 juin 1713, probablement à Burlington House.
Pour le 6 février 1713, Haendel prévoit de donner à la Cour l’Ode for the Birthday of Queen Anne pour l'anniversaire de la reine, représentation qui n'a finalement pas lieu. En revanche le 7 juillet suivant, l’Utrecht Te Deum and Jubilate saluant la paix d'Utrecht est interprété à la cathédrale Saint Paul : Haendel s'assure une position officieuse de compositeur de la Cour et reçoit une pension annuelle de 200 livres sterling, rendant sa position délicate vis-à-vis de l'Électeur de Hanovre au service duquel il semble de moins en moins envisager de revenir. 

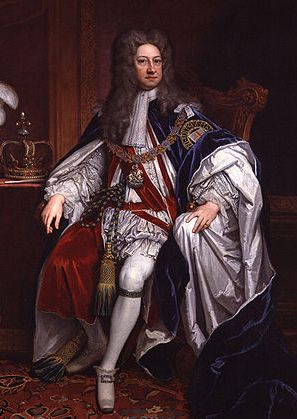
Le nouveau roi, George Ier

Cette « désertion » aurait pu lui porter préjudice : la reine Anne décède le Ier août 1714 et son successeur désigné n'est autre que son cousin l'Électeur de Hanovre, arrière-petit-fils de Jacques Ier. Différentes versions existent, du retour en grâce de Haendel auprès du nouveau roi d'Angleterre arrivé à Saint James le 20 septembre. L'une d'elles (rapportée par Mainwaring) veut que Haendel compose une suite pour orchestre, sur la suggestion du baron Kielmansegg, afin d'accompagner une promenade de George Ier sur la Tamise. Une autre (selon Hawkins), que Geminiani exige d'être accompagné au clavecin par Haendel pour l'interprétation, à la Cour, de plusieurs de ses sonates. Enfin Winton Dean estime qu'il est « peu probable que le roi lui ait jamais retiré ses faveurs ». De fait, George Ier double la pension que lui a attribuée la reine Anne et celle-ci sera encore augmentée quand Haendel prendra en charge l'instruction musicale des princesses royales, filles du Prince de Galles.
Renouant avec la tradition française de Teseo et avec la veine « magique » qui a si bien réussi à Rinaldo, il compose en 1715 Amadigi sur un livret, adapté par Nicola Francesco Haym, de Antoine Houdar de La Motte : Amadis de Grèce et en réutilisant un matériel musical important repris de Silla. Malgré un succès honorable, et pour diverses raisons, Haendel délaissera l'opéra pendant près de cinq ans.
En 1716, il accompagne le souverain qui se rend à Hanovre. Il s'arrête à Halle, y visite sa mère et porte assistance à la veuve de Zachow (son ancien maître), puis à Ansbach où il retrouve un ancien condisciple, Johann Christoph Schmidt, qu'il convainc de le suivre et qui deviendra son secrétaire en Angleterre, sous le nom anglicisé de John Christopher Smith. Le fils de ce dernier, portant le même prénom les rejoint également quelque temps après. 
Il n'est pas oublié dans son pays natal, où ses opéras sont et continueront d'être montés, éventuellement adaptés, à Hambourg, Wolfenbüttel, Brunswick...
Il compose peut-être pendant ce séjour en Allemagne la « Passion selon Brockes » sur un texte en allemand, déjà mise en musique par Keiser (1712) et Telemann (1716) et qui le sera aussi par Mattheson en 1718 et Bach en 1723 (!). L'œuvre ne sera donnée à Hambourg qu'en 1719 après son retour en Angleterre.

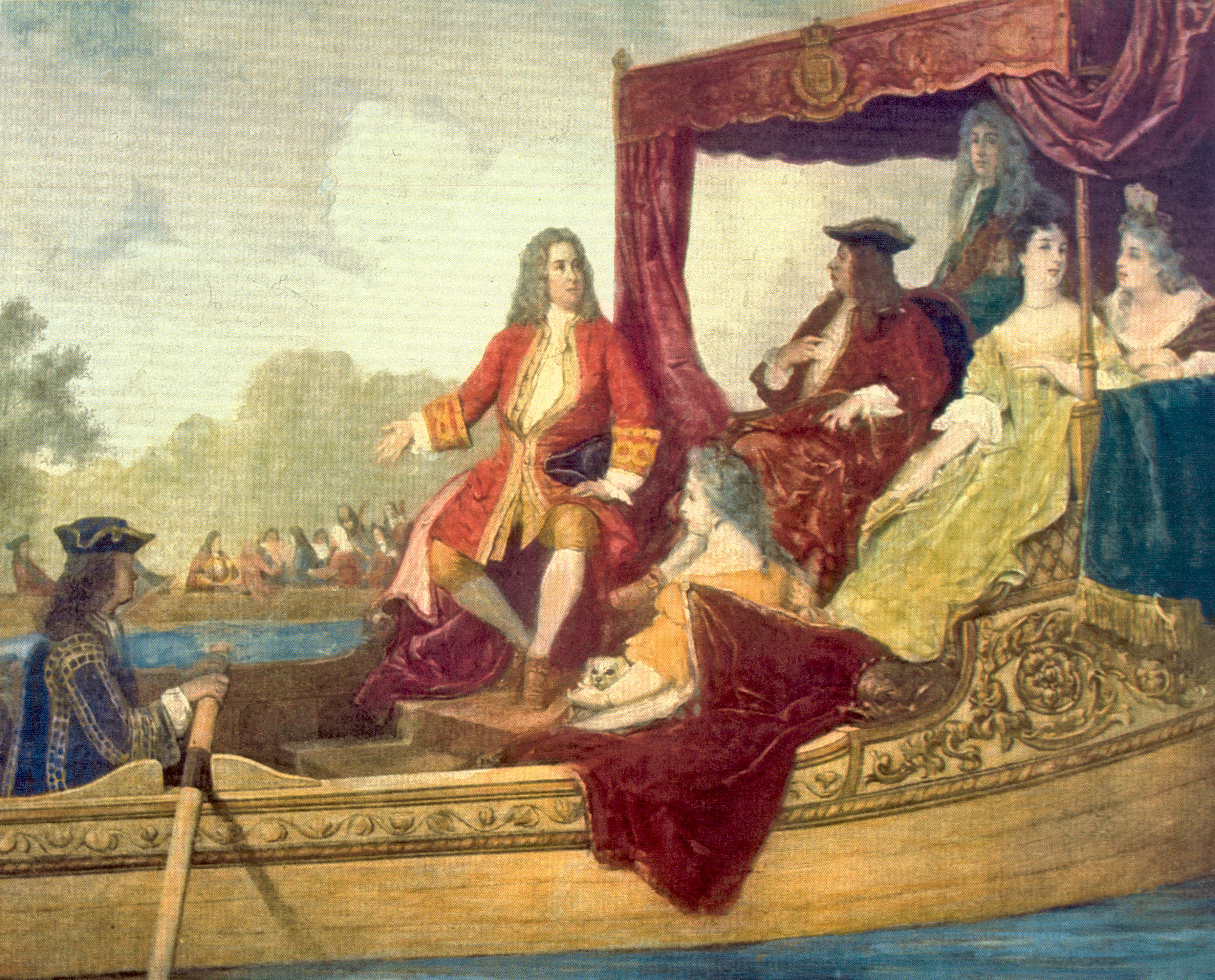
Haendel et George Ier sur la Tamise à l'occasion de la Water Music de 1717 (Peinture d'Édouard Hamman).

C'est après ce retour, le 17 juillet 1717, qu'a lieu la célèbre et presque légendaire navigation nocturne sur la Tamise, entre Whitehall et Chelsea, du roi accompagné de ses courtisans, au son de la Water Music composée à cet effet. Le roi apprécie l'œuvre au point qu'elle est interprétée trois fois de suite ; elle reste aujourd'hui l'une de ses œuvres les plus connues et les plus populaires.

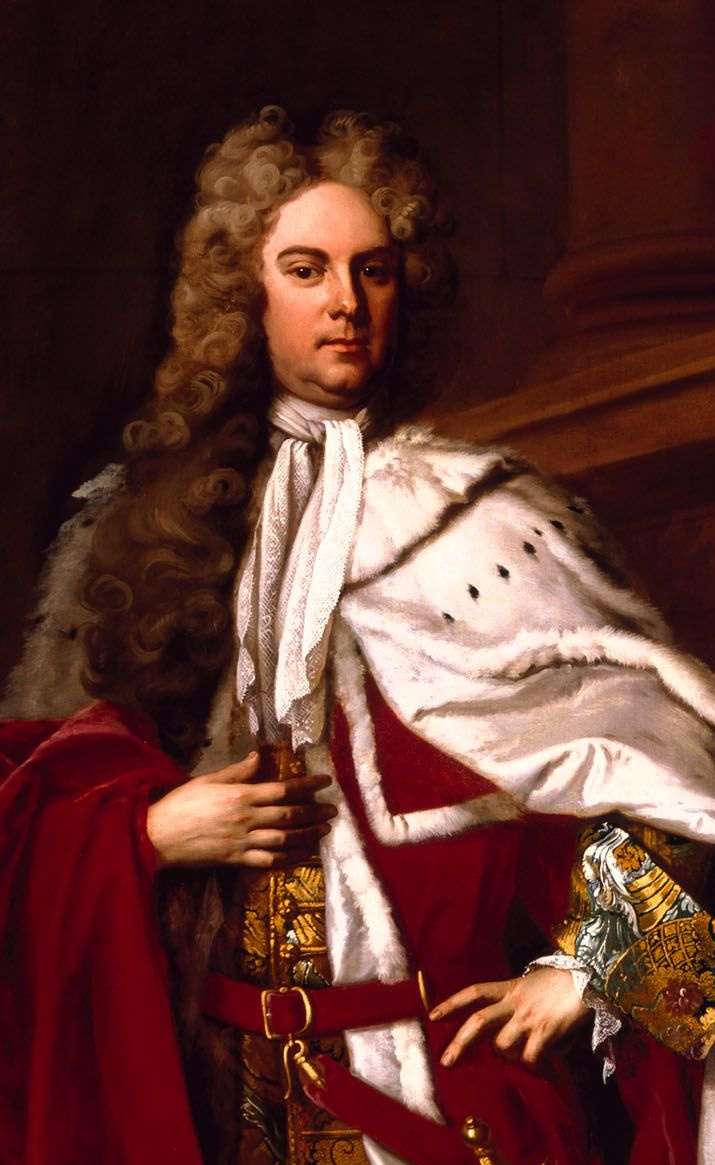
James Brydges, comte de Carnavon

Au cours de l'été, il s'attache au comte de Carnavon, futur duc de Chandos, richissime aristocrate et mécène fastueux, en tant que compositeur résident composant pour ses chanteurs et son orchestre privé, logeant probablement dans sa somptueuse résidence de Cannons. Il y compose les Chandos Anthems, le masque Acis and Galatea, une première version de l'oratorio Esther, un Te Deum, des concertos grossos… Il y noue aussi des amitiés durables parmi les lettrés et intellectuels qui fréquentent la résidence. Il apprend pendant cette période heureuse la mort à Halle de sa sœur Dorothea Sophia (juillet 1718) et se serait rendu en Allemagne, si un projet majeur ne le retenait à Londres : la création d'une Royal Academy of Music, entreprise spécialisée dans le montage d'opéras au King's Theatre, financée par souscription, à laquelle il doit collaborer.

### 1720-1729: LaRoyal Academy of Music

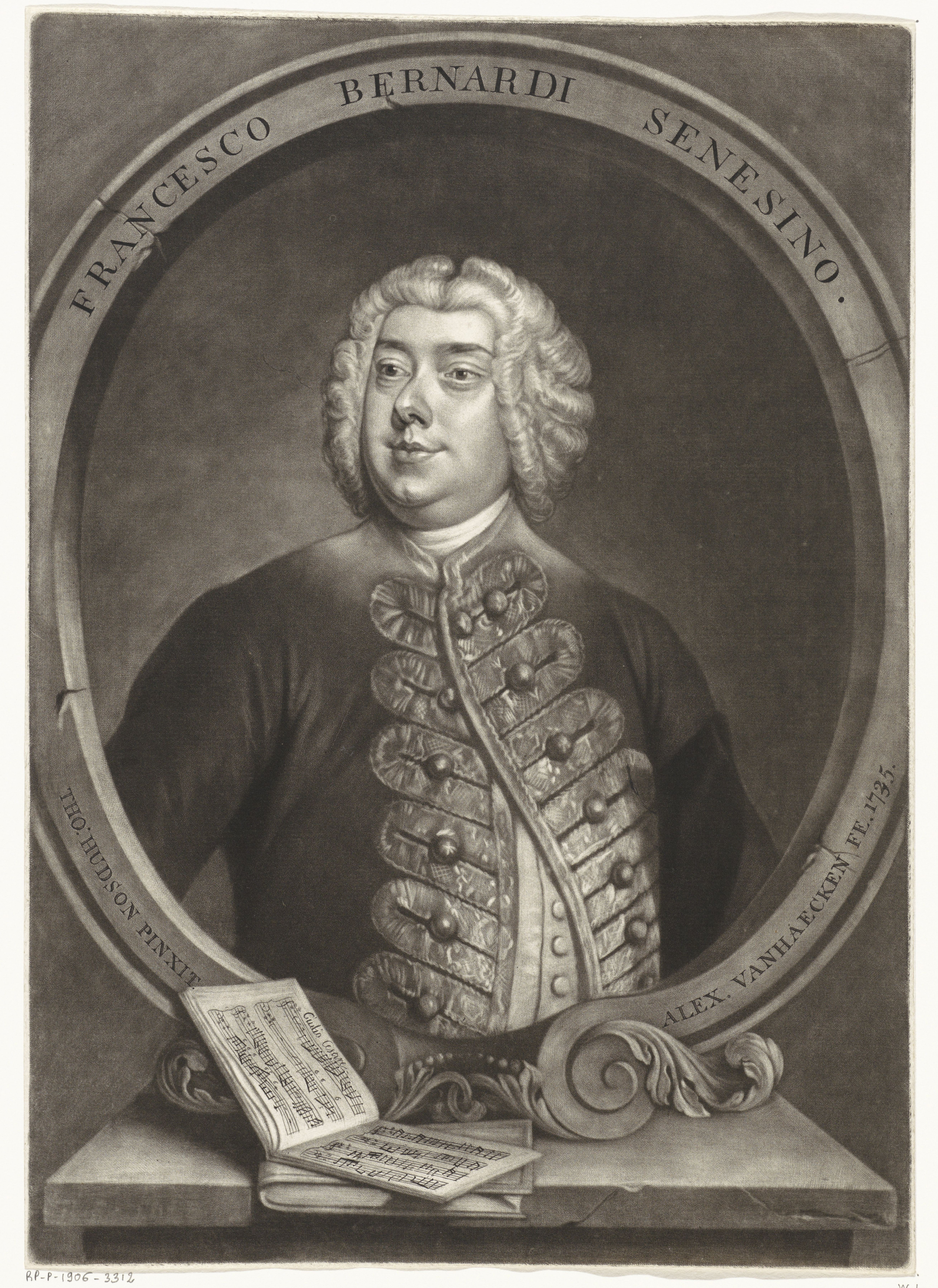
Senesino (1686–1758) vers 1735.

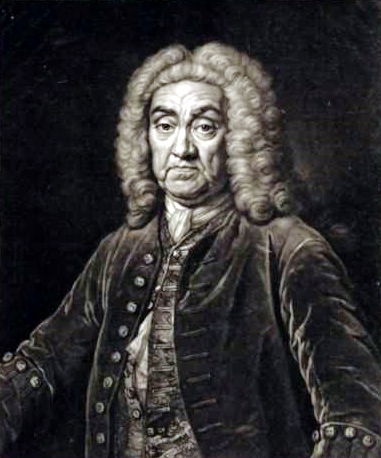
John James Heidegger

La Royal Academy of Music, créée à l'initiative d'aristocrates proches du pouvoir royal, est dirigée par Heidegger. Paolo Rolli en est le librettiste officiel et Haendel, le directeur musical : Haendel est ainsi chargé de se rendre sur le continent pour y engager les meilleurs chanteurs et en particulier, à tout prix, le castrat Senesino. Il se rend tout d'abord en Allemagne, passe par Düsseldorf et y rend visite à l'Électeur, puis à Halle. Averti de sa présence, Jean-Sébastien Bach vient de Köthen à Halle pour y faire sa connaissance, mais le manque de peu : Haendel est reparti pour Dresde, où il passe plusieurs mois ; il y retrouve Antonio Lotti et prend contact avec plusieurs de ses chanteurs (notamment Senesino et Margherita Durastanti) qui viendront plus tard à Londres.
L'Académie ouvre le 2 avril 1720 avec la représentation du Numitore de Giovanni Porta avant Radamisto, composé par Haendel sur un livret adapté avec l'aide de Nicola Haym de L'amor tirannico de Domenico Lalli. Haendel le dédie au roi George Ier, et la première a lieu le 27 avril avec grand succès, malgré une distribution « de fortune » : tous les chanteurs ne sont pas encore arrivés, ni Giovanni Bononcini qui doit participer à l'entreprise et sera un rude concurrent.
Pour l'heure, Haendel obtient un privilège royal pour l'édition de ses œuvres, afin de protéger ses droits, celles-ci circulant largement en copies et donnant même lieu à des publications « pirates », notamment à Amsterdam par les successeurs d'Étienne Roger. La publication de ses compositions lui apporte d'ailleurs des revenus opportuns, alors que ses économies ont fondu lors du krach consécutif à la spéculation sur la Compagnie de la mer du Sud. C'est ainsi qu'il confie en novembre 1720 à John Christopher Smith la publication de Huit suites pour le clavecin, premier recueil publié sous son autorité et soigneusement gravé par John Cluer. Et il précise dans la préface :
| « I have been obliged to publish Some of the following Lessons, because Surrepticious and incorrect Copies of them had got Abroad. I have added several new ones to make the Work more usefull, which if it meets with a favourable Reception; I will Still proceed to publish more, reckoning it my duty, with my Small Talent, to ſerve a Nation from which I have receiv'd so Generous a Protection. » |  |  | « J'ai été obligé de publier quelques-unes de suites de ce recueil, parce que des copies non autorisées et incorrectes avaient été publiées à l'étranger. J'en ai ajouté plusieurs nouvelles, pour rendre le volume plus utile ; s'il rencontre un accueil favorable, je procéderai à d'autres publications, considérant qu'il est de mon devoir de mettre mon faible talent au service d'une nation dont j'ai reçu une protection aussi généreuse. » |

Le projet d'autres recueils de pièces pour le clavecin supervisés par Haendel lui-même n'aura, cependant, pas de suite.

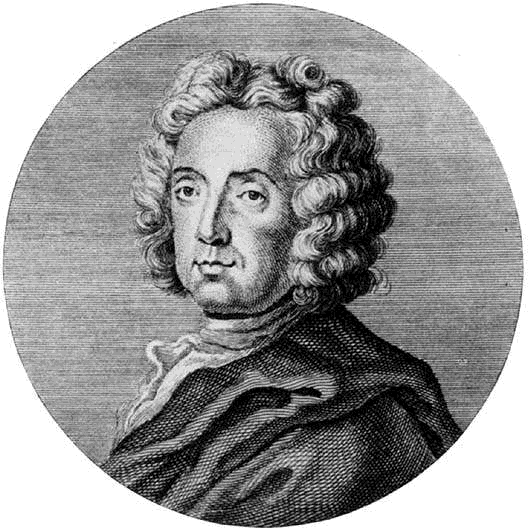
Giovanni Battista Bononcini.

La seconde saison de l'Academy s'ouvre le 19 novembre 1720 avec Astarto de Bononcini qui remporte un succès encore plus extraordinaire que Haendel, continue avec une seconde version, profondément remaniée, de Radamisto dans laquelle Senesino fait ses débuts londoniens ; elle présente également un pasticcio (Muzio Scevola) dont la musique est confiée à trois compositeurs différents : Filippo Amadei pour l'acte I, Bononcini pour l'acte II et Haendel pour l'acte III : par son ovation, le public reconnaît ce dernier vainqueur de cette sorte de « Jugement de Pâris ». Mais Bononcini se pose maintenant en rival redoutable, avec son style plus léger lui assurant nettement plus de représentations que Haendel.
Une prééminence certaine de Bononcini continue de prévaloir pendant la troisième saison (1721-1722), avec la présentation de Crispo et de Griselda pendant un total de 34 soirées, quand Haendel n'en assure que 15 avec Floridante. À partir de cette saison, son style va évoluer, pour mieux affronter les mélodies plus simples et de mémorisation plus facile de son compétiteur. La rivalité des deux compositeurs trouve son parallèle dans celle des factions qui les soutiennent, que le caractère entier et arrogant de Haendel comme les intrigues de Rolli et de Senesino ne contribuent pas à apaiser.

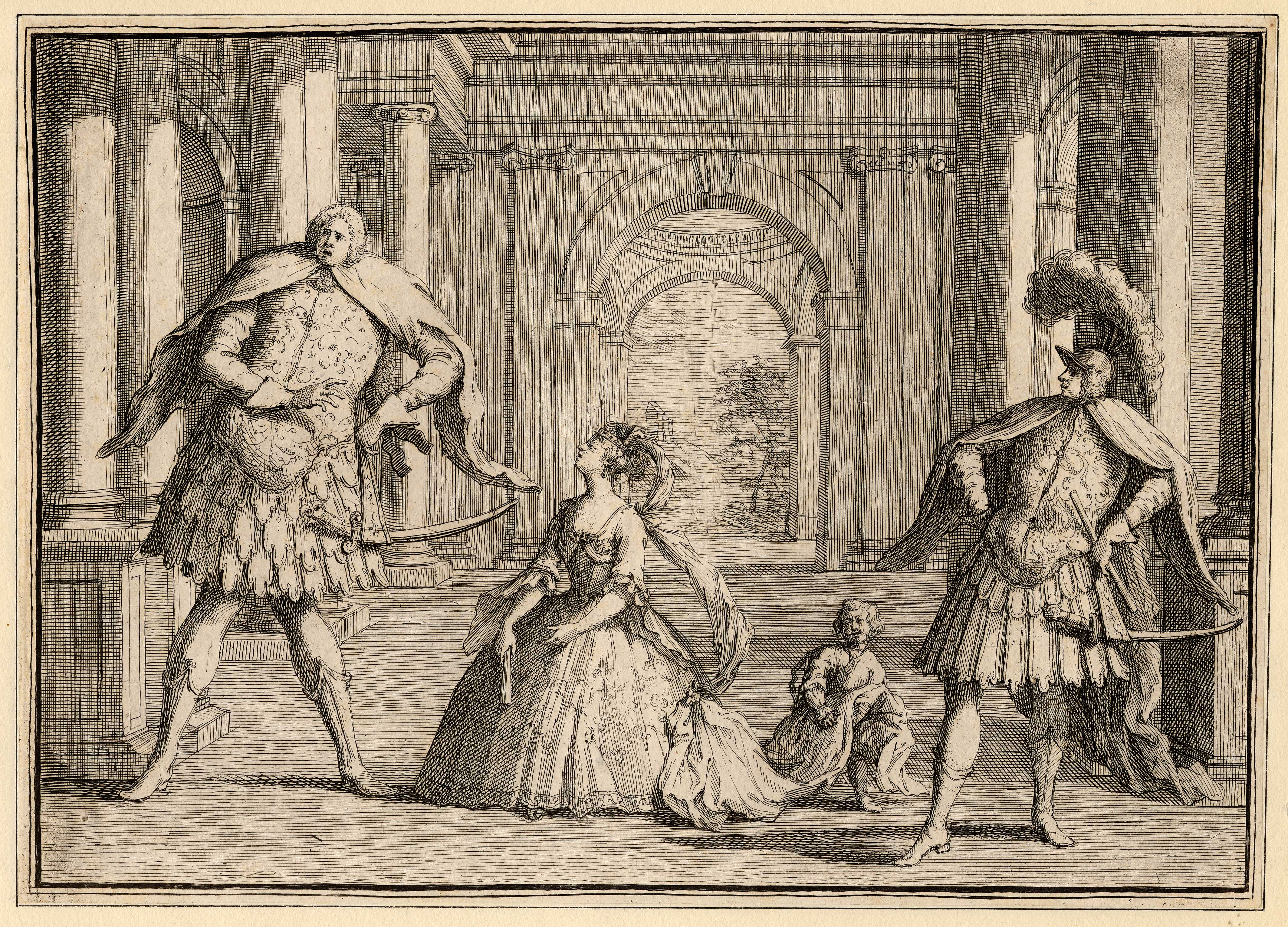
Caricature représentant Senesino, Francesca Cuzzoni et Gaetano Berenstadt dans le Flavio (1724) de Haendel (Gravure de John Vanderbank).

Haendel prend le pas sur Bononcini pendant la saison suivante, particulièrement marquée par le succès d’Ottone. Avec cet opéra, qui connaîtra le plus grand nombre total de représentations pendant toute la durée de la Royal Academy et dans une moindre mesure avec Flavio, Haendel dépasse pour la première fois Bononcini en nombre de soirées, même si l'arrivée d'Attilio Ariosti change la donne : Coriolano, son premier opéra pour la scène londonienne, y rencontre un succès presque aussi grand que celui d’Ottone. En fin d'année 1722 se situe l'arrivée à Londres de la célèbre Francesca Cuzzoni, et au début de 1723 une célèbre altercation avec Haendel : comme elle refuse d'interpréter l'aria Falsa imagine de son rôle dans Ottone, le compositeur manque de peu de la défenestrer ; cet air assurera pourtant la célébrité de la Cuzzoni à Londres, sinon sa sympathie pour Haendel.

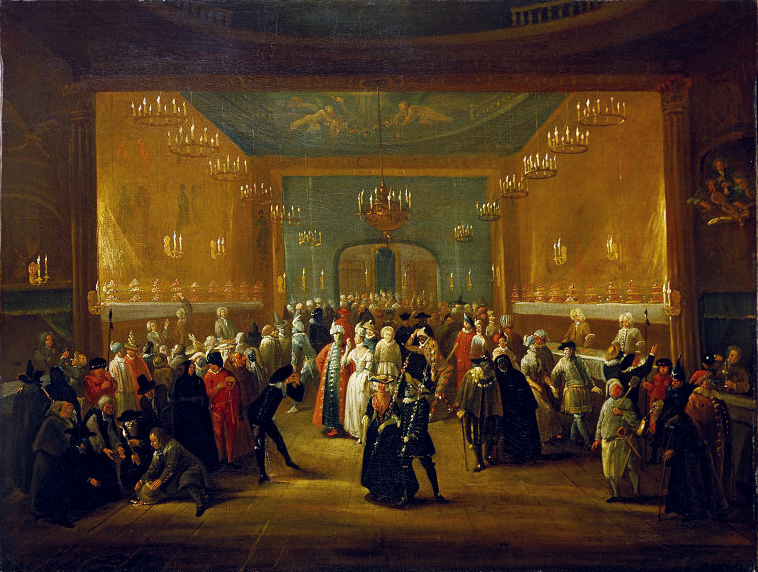
Une mascarade au King's Theatre, Haymarket c. 1724 (peinture attribuée à Giuseppe Grisoni).

Pendant les deux saisons suivantes, Haendel éclipse ses compétiteurs. C'est à cette époque (à l'été 1723) qu'il acquiert une maison sur Brook Street, demeure qui restera la sienne jusqu'à sa mort. C'est aussi pendant cette période qu'il devient compositeur de la Chapelle Royale ; d'ailleurs, dès avant août 1724, il enseigne la musique aux princesses royales.
Au « sommet de son art », il compose coup sur coup trois de ses plus grands chefs-d'œuvre : Giulio Cesare in Egitto (créé le 20 février 1724), Tamerlano (31 octobre 1724) et Rodelinda (13 février 1725), tous sur des livrets adaptés par Haym (ces adaptations consistent le plus souvent à raccourcir les récitatifs, qui lassent les amateurs ne comprenant pas l'Italien, à supprimer ou rajouter des airs selon l'inspiration du musicien, la distribution des chanteurs engagés et leurs desiderata).
Selon Winton Dean, ces trois opéras « surpassent de beaucoup l'œuvre de tous ses contemporains ».
Cette année 1725, les directeurs invitent la célèbre Faustina Bordoni, qui n'arrivera à Londres qu'au printemps 1726 et se posera en rivale de la Cuzzoni.

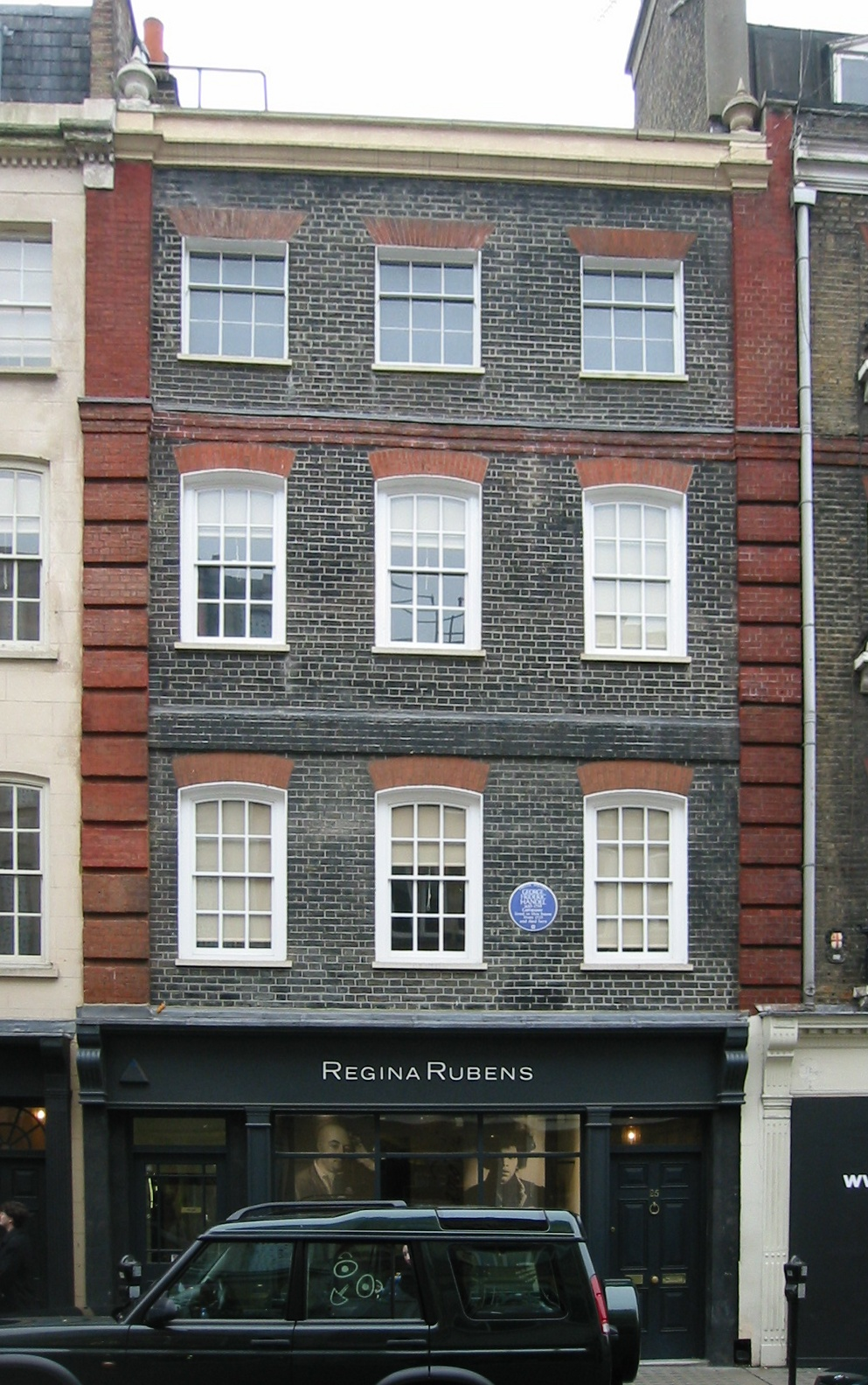
Maison de Haendel à Londres, 25 Brook Street, aujourd'hui siège du musée Haendel & Hendrix.

Un nouvel opéra, Alessandro, doit permettre de rassembler les deux prime donne rivales et Senesino dans le même ouvrage, mais dans l'attente de la Bordoni, Haendel interrompt son travail et compose en trois semaines Scipione, présenté le 12 mars 1726 ; Alessandro est ensuite créé le 5 mai.
La rivalité des deux femmes et des factions qui les soutiennent dégradent l'ambiance et l'extravagance des cachets payés aux artistes commencent à causer des difficultés financières à l'Academy, dont les souscripteurs sont de plus en plus mis à contribution, préparant une fin prévisible. Le 31 janvier 1727, Admeto pour lequel Haendel a ménagé des rôles d'importance égale pour les deux cantatrices remporte un énorme succès avec 19 représentations, suivies de 9 autres pendant la saison suivante.
Le 6 juin de cette même année voit les deux cantatrices rivales en venir aux mains sur scène en présence de la Princesse de Galles lors d'une représentation de l' Astianatte de Bononcini : énorme scandale, qui ne fait que précipiter la fin de l'entreprise ; malgré la présentation de trois nouveaux opéras de Haendel : Riccardo Primo (11 novembre 1727), Siroe (17 février 1728) et Tolomeo (30 avril 1728), la saison 1727-1728 est la dernière de l'Academy. Elle ferme ses portes le 1er juin sur une ultime représentation d' Admeto.
Malgré la « débandade » de la Royal Academy of Music et le succès sans précédent du Beggar's Opera, satire écrite en réaction à la prééminence de l'opéra italien, la position de Haendel et sa réputation sont dorénavant fermement établies.

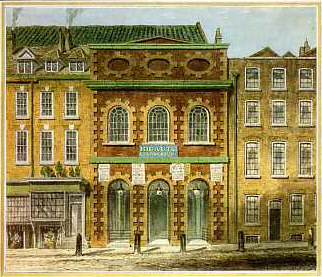
Le Queen's Theatre du Haymarket à Londres. La plupart des opéras de Haendel y furent représentés.

En février 1727, Haendel sollicite et obtient la nationalité anglaise. Le roi George Ier meurt le 11 juin suivant lors d'un voyage en Allemagne : c'est Haendel qui compose les grandioses Coronation Anthems pour le couronnement de son successeur, George II (l'une de ces antiennes, Zadok the Priest, est interprétée depuis lors pour chaque couronnement). Ses compositions sont connues et suivies à l'étranger, ses opéras régulièrement montés à Hambourg, à Brunswick...

### 1730-1733: La secondeAcademy
Repartant sur de nouvelles bases financières et d'organisation, Haendel et Heidegger poursuivent leur activité pour une durée initialement prévue pour cinq ans. Les directeurs de l'Académie leur cèdent le King's Theatre et leur prêtent les décors, costumes et machines encore utilisables.
Aucune représentation n'a lieu en 1728-1729, mais Heidegger puis Haendel font tour à tour un voyage en Italie pour y embaucher de nouveaux chanteurs. Farinelli, un temps pressenti, n'est finalement pas engagé. Haendel se rend au moins à Venise et à Rome, où il est invité par des cardinaux d'ancienne connaissance, peut-être à Milan, Florence, Sienne ou Naples. Pour le cardinal Carlo Colonna qui lui en propose le texte, il compose le motet pour soprano Silete venti.
Repassant par l'Allemagne sur le chemin du retour, il revoit Halle en juin, et pour la dernière fois, sa mère devenue aveugle et qui mourra l'année suivante (le 27 décembre 1730) ; une invitation à Leipzig chez Jean-Sébastien Bach lui est transmise par le fils de celui-ci, Wilhelm Friedemann, invitation à laquelle il ne se rend pas. Continuant par Hanovre et peut-être Hambourg (toutefois sans y visiter Mattheson), il est de retour à Londres fin juin 1729.
Le premier opéra présenté par la nouvelle troupe de chanteurs constituée est Lotario, créé le 2 décembre, mais qui n'a pas de succès. Une amie de longue date de Haendel, Mrs Pendarves, analyse ainsi les causes de cet insuccès, l'imputant au manque de goût des spectateurs :
| « The present opera is disliked because it is too much studied, and they love nothing but minuets and ballads, in short The Beggar's Opera and Hurlothrumbo are only worthy of applause. » |  |  | « On n'aime pas cet opéra parce qu'il est trop savant ; les gens n'apprécient que les menuets et ballades ; en bref, pour eux, seuls le Beggar's Opera et Hurlothrumbo valent d'être applaudis.. » |

En outre, les spectateurs n'apprécient pas certains chanteurs, que ce soit pour leur voix ou leur jeu de scène, notamment le remplaçant de Senesino, Antonio Bernacchi, ou la basse Riemschneider qui « prononce l'italien à la teutonne » et qui « joue comme un cochon de lait ».
Partenope, nouvel opéra d'un caractère tout différent, dont la première a lieu le 27 février n'est pas mieux reçu. Haendel y tente pourtant de renouveler le genre de l'opera seria, introduisant des chœurs, un trio et même un quatuor dans cette œuvre, sortant résolument de la catégorie de l'« opéra héroïque » qui a fait les beaux jours de la première Academy.
Ces déboires et les difficultés financières qui s'ensuivent rendent tendues les relations avec Heidegger, et la saison lyrique est sauvée par la reprise de succès antérieurs, notamment Giulio Cesare, et grâce à une subvention royale. Des chanteurs quittent la troupe, Riemschneider et Bernacchi, que remplacera la saison suivante Senesino, revenu à Londres sur l'instigation de Francis Colman, un ami de Haendel consul à Florence, et Owen Swiney, l'indélicat impresario qui avait emporté la caisse après les premières représentations de Teseo en 1713.

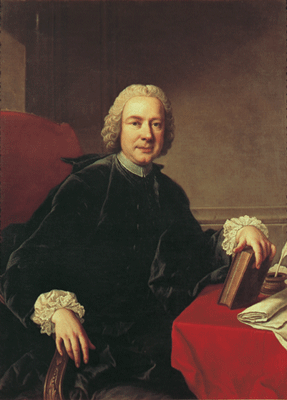
Pietro Trapassi, dit Métastase.

En 1731 la seule création à l'opéra est Poro présenté le 2 février. 
Après Siroe, c'est le second opéra de Haendel fondé sur un livret de Métastase. Un librettiste non identifié a adapté pour Haendel le texte de Métastase, à cette époque le principal pourvoyeur de livrets d' opera seria de toute l'Italie. Poro est un succès, avec seize représentations puis quatre autres à la fin de l'année. Cette même année voit le piteux départ de Londres de l'ancien rival Giovanni Bononcini, confondu et ridiculisé dans une affaire de plagiat. La saison, avec des reprises, appréciées par le public, de plusieurs opéras antérieurs, s'achève donc de façon favorable.
1732 commence beaucoup moins bien : Ezio, également tiré de Métastase, est un des plus cuisants échecs de toute sa carrière : présenté le 15 janvier, il n'aura que 5 soirées et ne sera jamais repris par le compositeur. Sosarme, terminé le 4 février et présenté le 15, fait au contraire salle comble, capitalisant sur une réduction importante des récitatifs qui lassent facilement le public anglais.    
Cette année 1732 est marquée, le 23 février (jour de ses 47 ans), par la reprise du drame biblique Esther dans sa version 
initiale datant de 1718, pour trois représentations privées : le succès rencontré suscite une représentation pirate qui pousse Haendel à réviser en profondeur la partition pour en faire un véritable oratorio (HWV 50b), dont la première exécution a lieu au King's Theatre à Haymarket le 2 mai 1732 et qui devient le prototype de l'oratorio anglais tel qu'il va en composer pendant le reste de sa carrière.
Un scénario analogue se produit la même année, avec une reprise non autorisée d'une œuvre datant de l'époque de Cannons : Acis and Galatea. Haendel riposte en composant une seconde version qui incorpore des airs de sa cantate italienne Aci, Galatea e Polifemo mais reste sourd aux appels de plusieurs de ses amis et admirateurs, parmi lesquels Aaron Hill, qui le pressent de ressusciter l'opéra en anglais délaissé depuis Purcell, tâche à laquelle plusieurs compositeurs rivaux mais moins talentueux s'attachent alors.

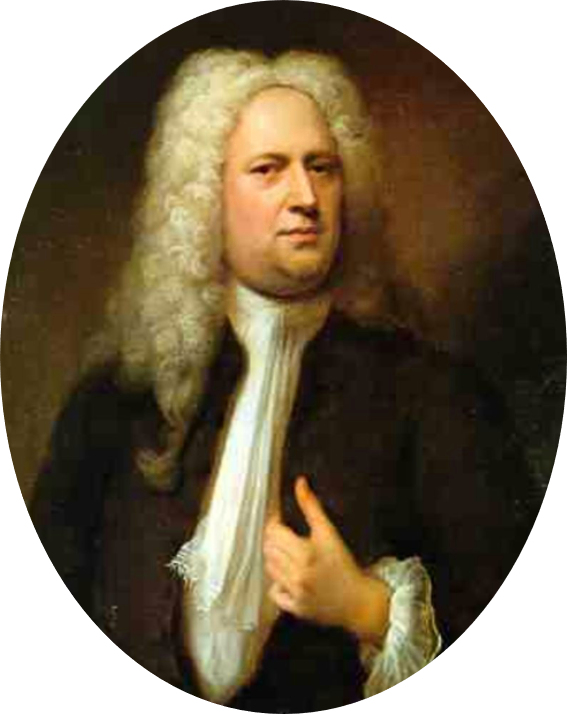
Haendel en 1733 par Balthasar Denner.

Pour l'heure, Haendel prépare ce qui sera la dernière saison de la seconde Academy, et compose un de ses chefs-d'œuvre dans le domaine de l'opéra italien : Orlando, créé le 27 janvier 1733. Orlando renoue avec la veine de l'opéra « magique » qui avait fait le succès de Haendel aux débuts de son séjour en Angleterre (avec Rinaldo, Teseo et Amadigi), veine délaissée depuis de nombreuses années. L'opéra reçoit tout d'abord un accueil favorable, avec dix représentations, mais celles-ci s'arrêtent du fait de l'indisposition d'un chanteur. Le 17 mars, Haendel présente l'oratorio Deborah, pasticcio qui établit une sorte de record en matière d'emprunts à des œuvres antérieures et qui reçoit cependant un bon accueil du public. À cette époque, Haendel devient la cible de critiques tant sur le plan artistique que sur le plan politique, liées aux dissensions entre le roi — qui soutient Haendel — et son fils le prince de Galles, qui patronne la constitution d'une troupe rivale de la sienne : l'Opera of the Nobility (Opéra de la Noblesse) sera l'instrument des opposants à l'hégémonie de Haendel dans le domaine de l'opéra et débauche nombre de ses collaborateurs. Le 7 juin, Haendel achève la composition d'un nouvel oratorio en anglais, Athalia. La situation devient difficile et Senesino est bientôt congédié par Haendel : c'est la fin de la seconde Academy lorsque Senesino fait un discours d'adieu au public le 9 juin. L'« Opéra de la Noblesse » organisé par le prince de Galles et quelques gentilshommes de son bord s'active à créer sa propre troupe en engageant les chanteurs de Haendel et en envoyant chercher en Italie la Cuzzoni, le célèbre castrat Farinelli et le compositeur Nicola Porpora.
Se retrouvant seul, Haendel se rend en juillet à Oxford ou il reçoit un accueil enthousiaste et d'opportunes rentrées financières en y dirigeant plusieurs de ses compositions, y compris, le 10 juillet, son nouvel oratorio, Athalia, en première audition.

### 1734-1737: La troisièmeAcademy

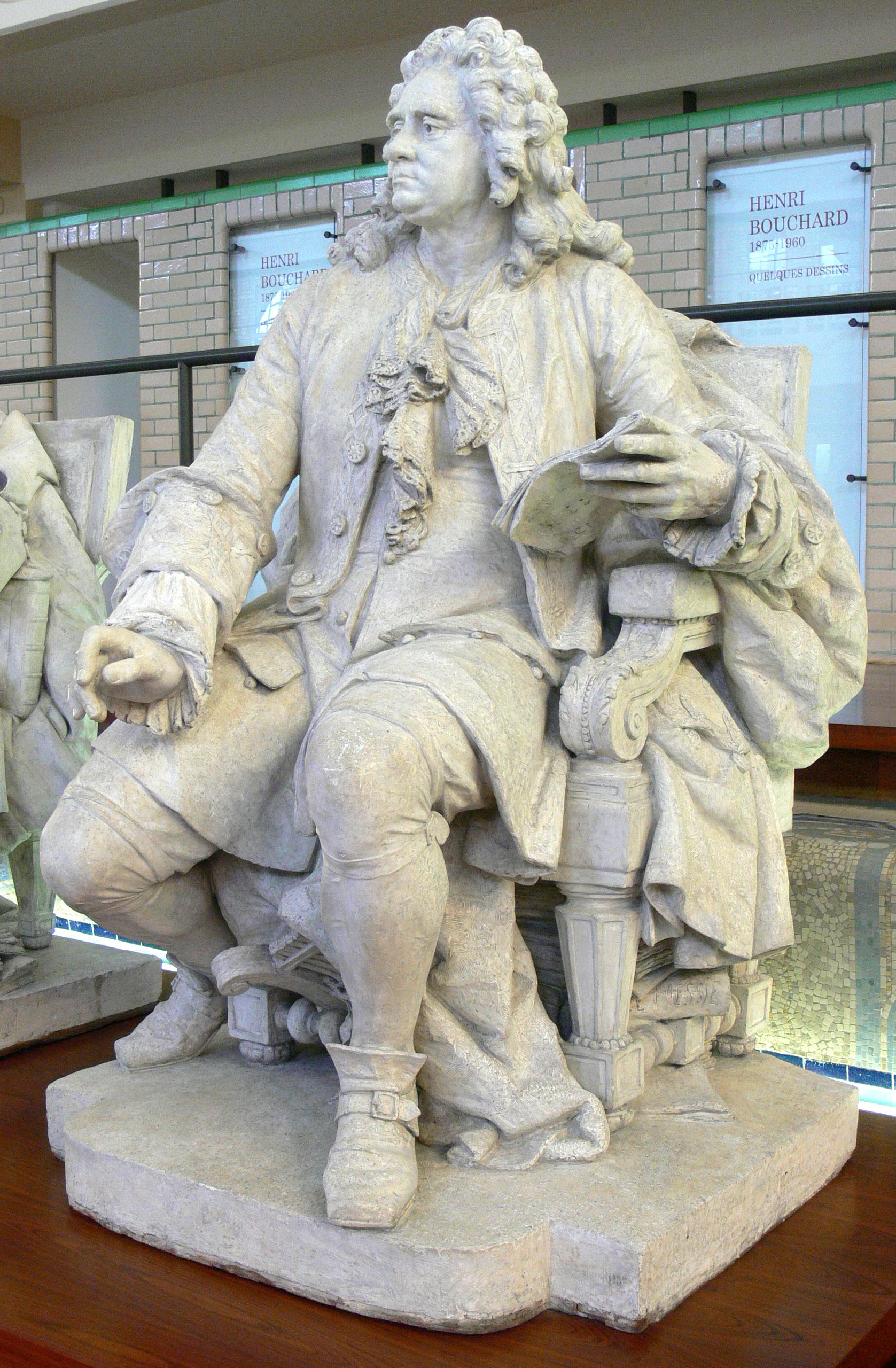
Haendel par le sculpteur Jules Salmson (1823–1902). Maquette de plâtre réalisée en 1874 à la suite d'une commande de Charles Garnier pour représenter la musique anglaise dans le décor de l'opéra de Paris (La Piscine, Musée d'Art et d'Industrie de Roubaix).

Après son retour à Londres vers la fin de 1733, et malgré le succès de la nouvelle forme musicale de l'oratorio en anglais initiée avec Esther, Deborah et Athalia, Haendel va continuer à promouvoir l’opéra seria dont le public commence pourtant à se détourner. Il reconstitue, seul, une troupe de chanteurs avec notamment le castrat Giovanni Carestini et son ancienne prima donna Margherita Durastanti. Une rude concurrence va s'établir avec l'Opera of the Nobility dont le directeur musical est Nicola Porpora qui sera rejoint en octobre 1734 par Johann Adolf Hasse (lequel s'est tout d'abord enquis si Haendel était mort...). Ce dernier ne l'est pas et ouvre la nouvelle saison avec un pasticcio, Semiramide riconosciuta sur un livret de Métastase avec des airs essentiellement de Vivaldi et ses propres récitatifs. Suivent des reprises d'anciens opéras et la création de Caio Fabricio, autre pasticcio. La concurrence s'exerce même sur des thèmes identiques : quand Porpora présente Arianna in Nasso, Haendel répond par Arianna in Creta, déjà prête depuis octobre 1733, un mois plus tard (26 janvier 1734) — les deux œuvres ont des succès analogues, avec dix-sept représentations chacune.  
La saison s'interrompt en mars du fait du mariage de la princesse Anne de Hanovre, fille de George II, avec le prince d'Orange. Haendel meuble cette pause par la présentation de la sérénade Il Parnasso in festa avant la reprise où est notamment présentée une nouvelle version d’Il pastor fido, largement revue de celle de 1712.
En juillet, son ancien associé Johann Jacob Heidegger ne renouvelle pas son bail mais l'offre à la compagnie rivale : Haendel peut cependant trouver un arrangement avec une autre ancienne connaissance, John Rich dans son théâtre de Covent Garden pour terminer la saison avant d'aller en cure de repos aux thermes de Tunbridge Wells. Il ouvre la nouvelle saison avec une reprise d'Il pastor fido, cette fois précédé d'un prologue à la française, Terpsichore, qui met en scène la célèbre danseuse Marie Sallé venue de Paris.Du 12 août au 14 octobre 1734, il compose Ariodante avant de retourner à Londres pour une nouvelle saison opératique.
Cette nouvelle saison est ouverte par la compagnie rivale, avec l’Artaserse de Hasse arrivé à Londres depuis peu, qui est représenté devant la famille royale le 29 octobre ; Haendel répond dès le 9 novembre par Il pastor fido dans une version remaniée avec son nouveau prologue, le ballet à la française Terpsichore ou paraissent la célèbre danseuse Mlle Sallé et sa troupe. Les difficultés financières s'estompent grâce à une nouvelle et dernière subvention royale, et au succès des publications par John Walsh de plusieurs partitions de toutes natures et parfois anciennes, incluant entre autres les concerti grossi de l'Opus 3. Ce sera ensuite la représentation du pasticcio Oreste, rapidement adapté de Terpsichore puis, d'une toute autre envergure, Ariodante, l'un des chefs-d'œuvre du compositeur qui ne connaît pourtant qu'un modeste succès avec onze représentations. Ariodante marque les débuts de deux chanteurs prometteurs : la soprano Cecilia Young (en) et le ténor John Beard. Quelques semaines plus tard, après la première représentation à Londres d'Athalia et le départ précipité d'Angleterre de Mlle Sallé (apparue un peu trop au naturel dans Oreste...) , Haendel termine un autre chef-d'œuvre, créé le 16 avril 1635 et, celui-là, couronné de succès : Alcina connaîtra dix-huit représentations. 
Cependant, Carestini, brouillé avec Haendel, le quitte définitivement. La santé de ce dernier pâtit des épreuves et il retourne pendant l'été prendre les eaux à Tunbridge Wells. À son retour, la décision semble prise de ne pas rouvrir de saison lyrique. Après une pause prolongée, il compose l'ode Alexander's Feast, terminée en très peu de temps et donnée en première audition le 19 février 1736. L'interprétation inclut celle de concertos, formule qui deviendra habituelle dans la présentation des futurs oratorios en anglais : elle permet à Haendel d'exploiter sa virtuosité, à l'orgue ou au clavecin. Alexander's Feast (titre alternatif : The Power of Music), chanté en anglais majoritairement par des chanteurs anglais, remporte un très grand succès, et permet de restaurer la situation financière du compositeur : le Daily Post rapporte en effet : « On n'avait jamais vu une audience aussi nombreuse et splendide dans un théâtre de Londres ». À l'occasion du mariage du prince de Galles Frédéric, le fils aîné de George II, Haendel compose l'opéra pastoral Atalanta, un des deux seuls dans ce genre avec Il pastor fido. La création a lieu le 12 mai 1736 au théâtre de Covent Garden, suivi d'un spectaculaire feu d'artifice, le tout très apprécié par le prince et les spectateurs londoniens.
Pendant l'été 1736, Haendel apprend le mariage de sa nièce et filleule Johanna Friederika ; ses activités l'empêchent de se rendre à Halle pour assiter à la cérémonie mais, malgré une situation financière très délicate, il lui fait envoyer une bague de grand prix. De mi-août à fin octobre, il mène de front la composition simultanée de deux nouveaux opéras : Arminio et Giustino ; les deux sont généralement considérés comme parmi les moins bons de toute sa production, effets cumulés probables de livrets d'une grande vacuité et de la fatigue physique et mentale du compositeur.      
Mais celui-ci a pu reconstituer une troupe lyrique propre à contrer la présence de Farinelli dans la troupe rivale. Dès l'automne l'activité reprend, fébrile, débordante, et Haendel multiplie reprises d'anciens opéras, création des deux nouveaux - qui remportent très peu de succès - tout en achevant la compositions de Berenice qui ne fait guère mieux, et en se produisant lui-même à l'orgue dans les concertos en intermèdes pendant les oratorios. Ce surmenage insensé se répercute sur sa santé, pourtant solide : le 13 avril 1737, il se trouve paralysé du bras droit, incapable de diriger la création d'un nouveau pasticcio (Didone abbandonata). Autant que le physique, le mental est atteint. Les quatre représentations de Berenice se font sans doute en son absence : le 15 juin marque la quatrième et dernière, ainsi que la dispersion de la troupe lyrique, dont les membres se séparent.        
Le 11 juin, l'Opera of the Nobility terminait aussi sa saison, dans d'aussi mauvaises conditions ; Farinelli et Porpora quittaient l'Angleterre pour être remplacés, à l'automne, par des musiciens beaucoup moins brillants. Quant à Haendel, après une période d'abattement, ses amis le persuadent d'aller prendre les eaux à Aix-la-Chapelle. Il y part début septembre et fait la cure avec détermination ; le voilà bientôt guéri de façon quasi-miraculeuse, surprenant les religieuses d'un couvent voisin par son jeu à l'orgue. Il est de retour à Londres dès la fin octobre.

### 1738-1740: De l'opéra italien à l'oratorio anglais
Dès son retour à Londres, Haendel se remet au travail ; ayant repris contact avec Heidegger, il commence à composer l'opéra Faramondo, travail bientôt interrompu : le 20 novembre, la reine Caroline meurt. Elle a connu Haendel enfant à Berlin et a été pour lui un soutien fidèle ; ce décès le touche profondément ; il compose un Funeral Anthem en son hommage, dont l'interprétation le 17 décembre 1737 lors des funérailles à l'abbaye de Westminster avec le concours de plus de cent instrumentistes et quatre-vingts chanteurs issus de plusieurs formations royales, est unanimement jugée admirable. Il termine Faramondo le 24 décembre et commence la composition de Serse deux jours après.
La première de Faramondo eut lieu le 3 janvier 1738, avec de nouveaux chanteurs, parmi lesquels Élisabeth Duparc dite La Francesina et le fameux (et insupportable) castrat Gaetano Caffarelli qui vient d'arriver d'Italie. Le succès ne se fut pas au rendez-vous, avec seulement huit représentations. Il en fut de même, en février pour le pasticcio Alessandro Severo.

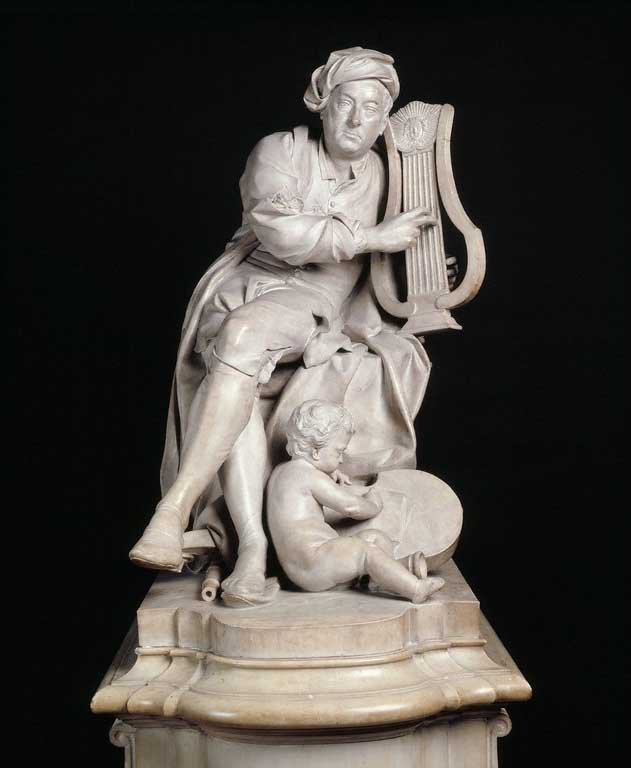
Statue de Haendel par Roubillac, aujourd'hui exposée au Victoria and Albert Museum

Cependant, Haendel restait très populaire, l'assistance à ses concerts étaient nombreuse et un admirateur, Jonathan Tyers, fit réaliser une statue en marbre blanc du compositeur, par le sculpteur Roubillac, afin de la dresser dans le parc de Vauxhall Gardens (honneur sans précédent pour un artiste vivant). 
Le 15 avril eut lieu au Haymarket Theater la première de Serse, terminé depuis plus d'un mois. L'opéra, d'un genre hybride associant le sérieux et le comique, à l'ancienne manière vénitienne, décontenança le public et n'eut que cinq représentations, bien qu'aujourd'hui considéré comme « le dernier chef-d'œuvre italien de Haendel ». Employant une dernière fois Caffarelli qui allait regagner bientôt l'Italie, il terminait la dernière saison complète d'opéra du compositeur. Au mois de juillet, le projet d'une prochaine saison ayant été abandonné, il commençait la composition d'un nouvel oratorio à sujet biblique sur un livret de Charles Jennens, Saul. Il n'est pas encore question de renoncer à l'opéra italien : dès le mois de septembre, Haendel commença l'écriture d' Imeneo qu'il interrompit bientôt (il devait n'en reprendre l'écriture qu'après de nombreux mois). Mais le mois d'octobre tout entier fut occupé à la composition de l'oratorio Israël en Égypte, œuvre chorale monumentale sans exemple. Concommitamment, pour étayer sa situation financière, coup sur coup furent annoncées par John Walsh la future publication des six concertos pour orgue, op. 4 et des sept sonates en trio de l'opus 5.  
Le 16 janvier 1739 eut lieu au King's Theatre de Haymarket la première interprétation, en concert, de Saül, dont le succès est rapporté par plusieurs témoignages. Saül fut suivi par une reprise d’Alexander's feast puis par la présentation d’Israel in Egypt qui, en revanche, ne fut pas appréciée du public : on trouva inconvenant de mettre en musique les termes mêmes de l'Écriture Sainte, dans l'enceinte d'un théâtre qui plus est ... par ailleurs, l'excès de chœurs au détriment d'airs solistes a pu décontenancer les auditeurs. Déçu par la réception mitigée de son oratorio en anglais, Haendel fit produire un pasticcio en italien, Jupiter in Argos, aussi vite oublié qu'assemblé. La fin de l'année fut marquée par la composition de deux ouvrages beaucoup plus marquants : d'une part les douze concertos grossos de l'opus 6, du 29 septembre au 30 octobre, d'autre part l'Ode for St. Cecilia's Day composée en neuf jours sur un texte de John Dryden dont la première représentation eut lieu le 22 novembre 1739, jour de la fête de Sainte Cécile au Theatre in Lincoln's Inn Fields de Londres.
Pendant l'hiver 1740, Londres connut un froid intense au point que les théâtres durent fermer pendant quelque temps. Haendel devait pourtant présenter une nouvelle œuvre pour la nouvelle saison. Ce fut L'Allegro, il Penseroso ed il Moderato, ouvrage hybride d'un genre inédit, tenant de l'oratorio, de l'ode ou de la cantate dont le texte, tiré de deux poèmes de John Milton, L'Allegro et Il Penseroso, auxquels Charles Jennens ajouta, à la demande du compositeur, Il Moderato, le tout arrangé par James Harris, autre ancienne relation fréquentée depuis Cannons. La première interprétation eut lieu le 27 février 1740 au Theater in Lincoln's Inn Fields, les affiches annonçant ce concert précisaient bien que la salle serait chauffée ; cette première fut suivie de quatre autres. 
John Walsh le publia pendant cette année 1740, de même que les concertos grossos de l'opus 6 et un recueil de concertos pour orgue dit Second set comprenant les concertos en fa majeur (HWV 295 - The Cuckoo and the Nightingale) et en la majeur (HWV 296) ainsi que des transcriptions pour clavier de quatre concertos de l'opus 6.      
Il reprend cette année-là la composition d'Imeneo, travail interrompu deux ans auparavant ; l'opéra fut créé le 22 novembre au Theatre in Lincoln's Inn Fields de Londres mais ne fut donné que deux fois. Ce fut l'avant dernier essai de Haendel dans le domaine de l'opéra italien avant Deidamia terminé le 20 novembre 1740, créé le 10 janvier 1741, qui ne connut que trois représentations et qui marque l'abandon définitif de la scène lyrique par Haendel qui se consacra dès lors entièrement, sauf rare exception, à celui de l'oratorio en anglais.

### 1741-1749: Les grands oratorios

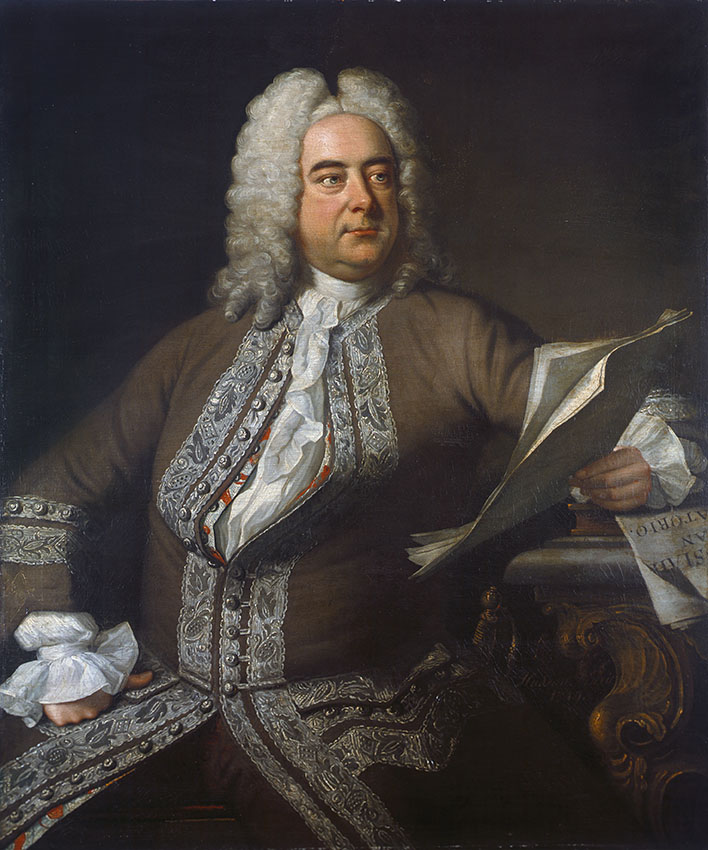
Georg Friedrich Haendel en 1741, par Thomas Hudson (1701–1779).

Après l'échec de son ultime opéra, Haendel se contenta pendant plusieurs mois de reprendre en concert des compositions antérieures, d'ailleurs non sans succès, mais le ressort semblait manquer. Pourtant, il allait composer du 22 août au 14 septembre son œuvre la plus emblématique et qui pourrait suffire à sa gloire : l'oratorio Messiah, suivi de peu par un autre chef-d'œuvre, Samson, terminé le 29 octobre. 
Quelques jours plus tard, déférant à l'invitation de William Cavendish, 3e duc de Devonshire, alors Lord-lieutenant d'Irlande, il partait de Londres pour se rendre à Dublin. Le voyage fut assez long, du fait de vents contraires au port de Holyhead et Haendel, après un séjour forcé à Chester parvint à Dublin le 18 novembre 1741, et y fut reçu avec tous les égards. Très vite, des concerts furent organisés - le tout premier au bénéfice d'une institution caritative, le Mercer's Hospital (en) - au cours desquels il put faire entendre plusieurs de ses œuvres : Te Deum d'Utrecht, L'Allegro, il Penseroso ed il Moderato, Acis and Galatea, l’Ode for St. Cecilia's Day, Esther, toujours fort appréciées par le public irlandais.

### 1750-1759: La fin de vie

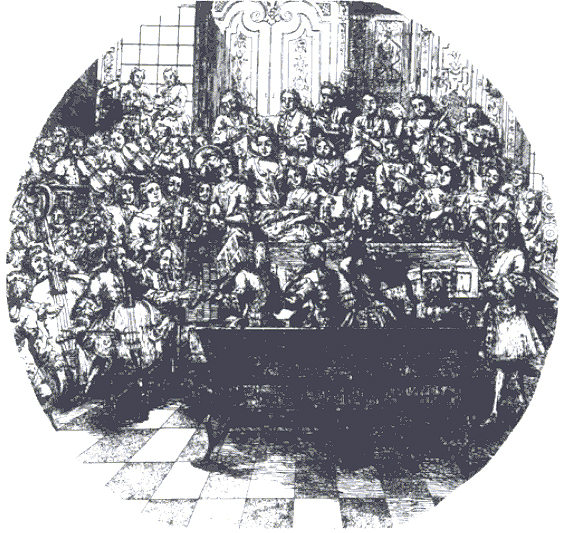
Haendel dirigeant un oratorio en 1750.

Dorénavant, il consacra sa production lyrique à l'oratorio et écrivit coup sur coup Le Messie (en anglais Messiah, un de ses plus grands chefs-d'œuvre), en août-septembre, et Samson en octobre, puis il se rendit, sur l'invitation du lord lieutenant d'Irlande, à Dublin où il séjourna pendant plusieurs mois, jusqu'en août 1742 et où ses œuvres eurent de très grands succès.
De retour à Londres, il subit une seconde attaque de paralysie dont il se remit à nouveau. Il continua à composer de nombreux chefs-d'œuvre, dans le domaine de l'oratorio comme dans celui de la musique instrumentale. La Musique pour les feux d'artifice royaux (Music for the Royal Fireworks) est l'une de ses œuvres les plus connues et les plus populaires. Composée en 1749 pour célébrer le traité de paix mettant fin à la guerre de Succession d'Autriche, cette musique fastueuse est emblématique de l'art de Haendel. Elle se situe dans la tradition de l'école versaillaise de Jean-Baptiste Lully, Delalande, Mouret, Philidor et en constitue comme le couronnement par son caractère grandiose et solennel particulièrement adapté à l'exécution en plein air. Les dernières œuvres furent, à nouveau, des oratorios comme Jephtha (1751), mais la santé du musicien déclinait malgré les cures thermales. Il subit de nouvelles attaques paralysantes et devint aveugle « malgré l'intervention manquée de deux célèbres praticiens de l'époque, dont John Taylor ». Il continua malgré tout à s'intéresser à la vie musicale, et mourut le 14 avril 1759, jour du Samedi-Saint. Ses obsèques se déroulèrent devant 3 000 personnes. Il fut enterré à l'abbaye de Westminster, selon son désir.
À la mort de Haendel, sa fortune était évaluée à 20 000 livres sterling, somme considérable pour l'époque (cela correspondrait à environ 5 000 000 livres sterling aujourd'hui). Ne s'étant jamais marié, n'ayant donc pas eu de descendance, c'est sa nièce demeurée en Allemagne qui hérita en grande partie de sa fortune. Néanmoins, il en légua une partie à des amis, ainsi qu'à des œuvres de bienfaisance. 

## Ses œuvres

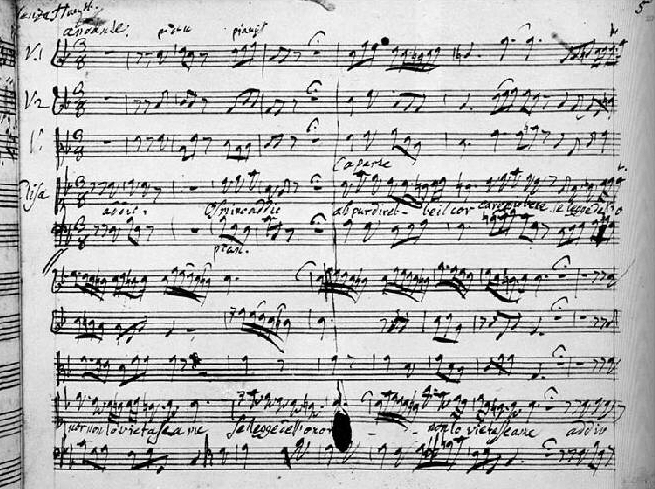
Manuscrit de l'opéra Tolomeo.

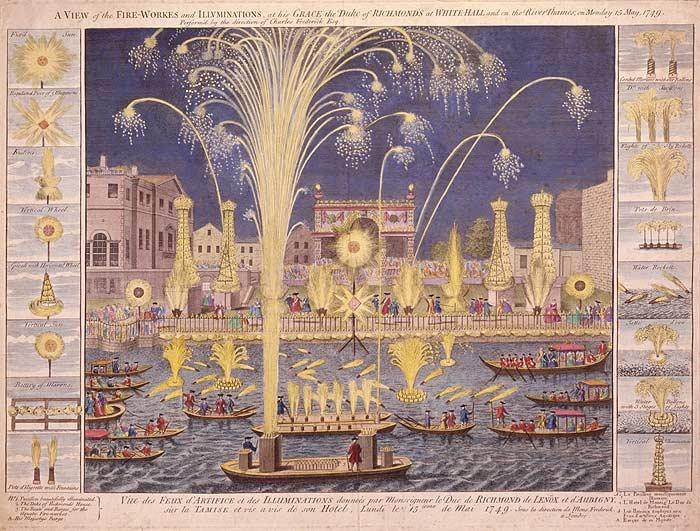
'Royal Fireworks donnés sur la Tamise le 15 mai 1749.

Sa production est très importante dans tous les genres pratiqués de son temps, et son catalogue (HWV pour Händel-Werke-Verzeichnis) comprend plus de 600 numéros, ce qui n'est pas très significatif, car :
- un numéro peut désigner un simple menuet isolé tout comme un opéra complet ;
- plusieurs transcriptions de la même œuvre pour différentes exécutions peuvent constituer ou participer à des numéros différents.

Quoi qu'il en soit, il s'agit d'un ensemble considérable. Quelques œuvres particulièrement marquantes :
- Water Music (HWV 348–350)
- Music for the Royal Fireworks (HWV 351)
- sonates pour divers instruments (violon, flûte, hautbois) opus 1
- 13 sonates en trio opus 2 et opus 5
- 18 concerti grossi opus 3 (HWV 312–317) et opus 6 (HWV 319–330)
- 12 Concertos pour orgue opus 4 (HWV 289–294) et opus 7 (HWV 306–311) + 4 séparés
- Concerto pour harpe opus 4 N°6 (également pour orgue)
- 3 concertos pour hautbois
- Les 8 « grandes » suites pour clavecin (1720)
- Dixit Dominus (HWV 232) 1707
- Nisi Dominus HWV 238 (en) 1707
- Salve Regina HWV 241 (en) 1707
- Chandos Anthems

| Opéras |                          |                     |                                              |                     |
| HWV    | Titre                    | Première            | Lieu                                         | Remarque            |
| 1      | Almira                   | 8 janvier 1705      | Oper am Gänsemarkt, Hambourg                 |                     |
| 2      | Nero                     | 25 février 1705     | Oper am Gänsemarkt, Hambourg                 | musique perdue      |
| 3      | Florindo                 | 1708                | Oper am Gänsemarkt, Hambourg                 | musique perdue      |
| 4      | Daphne                   | 1708                | Oper am Gänsemarkt, Hambourg                 | musique perdue      |
| 5      | Rodrigo                  | 1707                | Teatro Civico Accademico, Florence           |                     |
| 6      | Agrippina                | fin 1709/début 1710 | Teatro San Giovanni Grisostomo, Venise       |                     |
| 7a/b   | Rinaldo                  | 24 février 1711     | Queen's Theatre, Londres                     |                     |
| 8a/b/c | Il pastor fido           | 12 novembre 1712    | Queen's Theatre, Londres                     |                     |
| 9      | Teseo                    | 10 janvier 1713     | Queen's Theatre, Londres                     |                     |
| 10     | Silla                    | 2 juin 1713 ?       | Queen's Theatre ou Burlington House, Londres |                     |
| 11     | Amadigi                  | 25 mai 1715         | King's Theatre, Londres                      |                     |
| 12a/b  | Radamisto                | 27 avril 1720       | King's Theatre, Londres                      |                     |
| 13     | Muzio Scevola            | 15 avril 1721       | King's Theatre, Londres                      | 3e acte seul        |
| 14     | Floridante               | 9 décembre 1721     | King's Theatre, Londres                      |                     |
| 15     | Ottone                   | 12 janvier 1723     | King's Theatre, Londres                      |                     |
| 16     | Flavio                   | 14 mai 1723         | King's Theatre, Londres                      |                     |
| 17     | Giulio Cesare in Egitto  | 20 février 1724     | King's Theatre, Londres                      |                     |
| 18     | Tamerlano                | 31 octobre 1724     | King's Theatre, Londres                      |                     |
| 19     | Rodelinda                | 13 février 1725     | King's Theatre, Londres                      |                     |
| 20     | Scipione                 | 12 mars 1726        | King's Theatre, Londres                      |                     |
| 21     | Alessandro               | 5 mai 1726          | King's Theatre, Londres                      |                     |
| 22     | Admeto                   | 31 janvier 1727     | King's Theatre, Londres                      |                     |
| 23     | Riccardo Primo           | 11 novembre 1727    | King's Theatre, Londres                      |                     |
| 24     | Siroe                    | 17 février 1728     | King's Theatre, Londres                      | Livret de Métastase |
| 25     | Tolomeo                  | 30 avril 1728       | King's Theatre, Londres                      |                     |
| 26     | Lotario                  | 2 décembre 1729     | King's Theatre, Londres                      |                     |
| 27     | Partenope                | 21 février 1730     | King's Theatre, Londres                      |                     |
| 28     | Poro                     | 2 février 1731      | King's Theatre, Londres                      | Livret de Métastase |
| 29     | Ezio                     | 11 janvier 1732     | King's Theatre, Londres                      | Livret de Métastase |
| 30     | Sosarme                  | 15 février 1732     | King's Theatre, Londres                      |                     |
| 31     | Orlando                  | 27 janvier 1733     | King's Theatre, Londres                      |                     |
| 32     | Arianna                  | 26 janvier 1734     | King's Theatre, Londres                      |                     |
| 33     | Ariodante                | 8 janvier 1735      | Covent Garden Theatre, Londres               |                     |
| 34     | Alcina                   | 16 avril 1735       | Covent Garden Theatre, Londres               |                     |
| 35     | Atalanta                 | 12 mai 1736         | Covent Garden Theatre, Londres               |                     |
| 36     | Arminio                  | 12 janvier 1737     | Covent Garden Theatre, Londres               |                     |
| 37     | Giustino                 | 16 février 1737     | Covent Garden Theatre, Londres               |                     |
| 38     | Berenice                 | 18 mai 1737         | Covent Garden Theatre, Londres               |                     |
| 39     | Faramondo                | 3 janvier 1738      | King's Theatre, Londres                      |                     |
| 40     | Serse                    | 15 avril 1738       | King's Theatre, Londres                      |                     |
| A14    | Giove in Argo (pastiche) | 1er mai 1739        | King's Theatre, Londres                      |                     |
| 41     | Imeneo                   | 22 novembre 1740    | Theater in Lincoln's Inn Fields, Londres     |                     |
| 42     | Deidamia                 | 10 janvier 1741     | Theater in Lincoln's Inn Fields, Londres     |                     |

| Oratorios, drames musicaux et masques |                                                       |                         |                                          |
| HWV                                   | Titre                                                 | Première                | Lieu                                     |
| 45                                    | Alceste                                               | janvier 1750            | Royal Opera House                        |
| 46a                                   | Il trionfo del Tempo e del Disinganno                 | juny 1707               | Rome                                     |
| 46b                                   | Il trionfo del Tempo e della Verità                   | 23 mars 1737            | Londres                                  |
| 47                                    | La Resurrezione                                       | 8 avril 1708            | Rome                                     |
| 48                                    | Passion selon Brockes                                 | 23 mars ou 3 abril 1719 | Hambourg                                 |
| 49a                                   | Acis and Galatea (masque)                             | probablement 1718       | près de Londres                          |
| 49b                                   | Acis and Galatea (sérénade)                           | 10 juny 1732            | King's Theatre, Londres                  |
| 50a                                   | Esther (masque)                                       | probablement 1718       | près de Londres                          |
| 50b                                   | Esther                                                | 1er mai 1732            | King's Theatre, Londres                  |
| 51                                    | Deborah                                               | 21 février 1733         | King's Theatre, Londres                  |
| 52                                    | Athalia                                               | 10 juillet 1733         | Sheldonian Theatre, Oxford               |
| 53                                    | Saül                                                  | 16 janvier 1739         | King's Theatre, Londres                  |
| 54                                    | Israël en Égypte                                      | 4 avril 1739            | King's Theatre, Londres                  |
| 55                                    | L'Allegro, il Penseroso ed il Moderato                | 27 février 1740         | Theater in Lincoln's Inn Fields, Londres |
| 56                                    | Le Messie                                             | 13 avril 1742           | New Music Hall, Dublin                   |
| 57                                    | Samson                                                | 18 février 1743         | Covent Garden Theatre, Londres           |
| 58                                    | Semele                                                | 10 février 1744         | Covent Garden Theatre, Londres           |
| 59                                    | Joseph and his Brethren                               | 2 mars 1744             | Covent Garden Theatre, Londres           |
| 60                                    | Hercules                                              | 5 janvier 1745          | King's Theatre, Londres                  |
| 61                                    | Belshazzar                                            | 27 mars 1745            | King's Theatre, Londres                  |
| 62                                    | Occasional Oratorio                                   | 14 février 1746         | Covent Garden Theatre, Londres           |
| 63                                    | Judas Maccabæus                                       | 1er avril 1747          | Covent Garden Theatre, Londres           |
| 64                                    | Joshua                                                | 9 mars 1748             | Covent Garden Theatre, Londres           |
| 65                                    | Alexander Balus                                       | 23 mars 1748            | Covent Garden Theatre, Londres           |
| 66                                    | Susanna                                               | 10 février 1749         | Covent Garden Theatre, Londres           |
| 67                                    | Solomon                                               | 17 mars 1749            | Covent Garden Theatre, Londres           |
| 68                                    | Theodora                                              | 16 mars 1750            | Covent Garden Theatre, Londres           |
| 69                                    | The Choice of Hercules                                | 1er mars 1751           | Covent Garden Theatre, Londres           |
| 70                                    | Jephtha                                               | 26 février 1752         | Covent Garden Theatre, Londres           |
| 71                                    | The Triumph of Time and Truth                         | 11 mars 1757            | Covent Garden Theatre, Londres           |
| 72                                    | Aci, Galatea e Polifemo                               | 1708                    | Rome                                     |
| 73                                    | Il Parnasso in festa per gli sponsali di Teti e Peleo | 1734                    |                                          |
| 75                                    | Alexander's Feast                                     | 19 février 1736         | King's Theatre, Londres                  |
| 76                                    | Ode for St. Cecilia's Day                             | 22 novembre 1739        | Theater in Lincoln's Inn Fields, Londres |

## Œuvres

### Opéras
Entre Almira (1705) et Deidamia (1741), soit la plus grande partie de sa carrière, Haendel a composé plus de quarante opéras : cette partie de son œuvre est donc prépondérante en volume et a constitué l'essentiel de son activité pendant plusieurs décennies, d'autant que nombre d'entre eux ont subi des remaniements parfois très profonds lors de reprises ultérieures. Il a également assemblé, particulièrement dans les années 1730, de nombreux pasticcios : toute cette production a été largement oubliée pendant plus de cent cinquante ans et progressivement exhumée à partir des années 1920. Au début de cette renaissance, l'esthétique du XVIIIe siècle était complètement à redécouvrir et les opéras remis en scène subissaient de nombreuses adaptations censées les mettre à la portée du spectateur : transposition des tessitures, traductions, coupures ou élimination de récitatifs. Aujourd'hui, tous les opéras de Haendel bénéficient d'une remise à l'honneur, par des représentations dans les grandes salles d'opéra et par de nombreux enregistrements dans des conditions de restitution qui cherchent plus d'authenticité. Une dizaine d'entre eux ont retrouvé leur place dans le grand répertoire, parmi lesquels il faut citer au moins Agrippina, Rinaldo, Giulio Cesare, Tamerlano, Rodelinda, Orlando, Ariodante, Alcina et Serse.
Les opéras de Haendel se situent dans la tradition italienne du dramma per musica, mais le compositeur ne se laisse jamais enfermer dans une forme stricte, et tente maintes expériences sortant de l'alternance contraignante de recitativo secco et d'arie da capo qui caractérise si souvent l'opera seria. Il n'hésite pas, lorsque c'est nécessaire, à introduire duos, trios et même, une fois, quatuor. Il recherche la caractérisation dramatique et adapte la musique aux nécessités de celle-ci. C'est ainsi qu'il utilise, dans certains moments de particulière tension psychologique, le recitativo accompagnato : c'est par exemple César méditant devant les restes de Pompée sur les vanités de ce monde. Il innove aussi par l'introduction d'une séquence musicale qu'on a nommée « scena », succession presque rhapsodique d'aria, d'accompagnato, d'arioso, de musique instrumentale marquant souvent l'apogée dramatique de l'œuvre : ainsi des scènes de la mort de Bajazet (Tamerlano) ou de la folie de Roland (Orlando).
Au cours du temps, son style évolua sans jamais rompre avec cette tradition. Ainsi, il introduisit un récitatif accompagné (par exemple dans Orlando) pour mieux renforcer l'expression d'un sentiment particulier. Parfois aussi, il terminait une aria sur la seconde partie sans reprendre au da capo mais en enchaînant immédiatement sur un récitatif.
Rinaldo, premier drame lyrique italien expressément composé pour la scène londonienne en 1711 déploie une richesse et une inventivité exceptionnelles. Le livret, adapté du Tasse par le directeur du théâtre, met en scène des furies, des sirènes, des parades et combats militaires sous forme de pantomimes, des dragons crachant du feu. La musique de Haendel enthousiasma tous les publics. Le chœur des sirènes du deuxième acte Il vostro maggio devint dès 1712 la marche des Life Guards. Le roi George Ier, partageant l'engouement de ses soldats, revint trois fois. Peu après, le guignol de Covent Garden donna des spectacles de marionnettes avec de nouvelles scènes imitées de l'opéra italien de Haendel.
En dehors des airs de soliste, il composa aussi des duos, de rares trios et un seul quatuor. Au début, Haendel n'écrivit de parties chorales que pour la fin de l'opéra : elles y sont chantées par les protagonistes. C'est seulement en 1735 qu'il semble avoir composé un chœur autonome. La même année, il écrivit des ballets pour les opéras Alcina et Ariodante représentés à Covent Garden, car il avait alors à sa disposition un corps de ballet.
Les ouvertures ont une structure « à la française » mise au point par Lully. Les livrets suivent très souvent la tradition vénitienne. En dépit de la grande popularité de son contemporain Pietro Metastasio — dont les livrets furent souvent mis en musique par plusieurs compositeurs successifs — il ne fit appel à cet auteur que trois fois pour ses propres opéras.

### Musique religieuse
Luthérien comme Jean-Sébastien Bach, Haendel a été en contact avec plusieurs traditions cultuelles chrétiennes : catholicisme en Italie, anglicanisme en Angleterre. Il s'y adaptait facilement, et son sentiment religieux ne se dément pas, pendant toute sa longue carrière.
La musique religieuse de Haendel comprend quelques œuvres en allemand (Passion selon Brockes), des psaumes en latin, les pièces mises en musique sur des paroles en italien et les œuvres sur des textes en anglais.
Parmi les compositions sur des textes en latin, on distingue tout particulièrement Dixit dominus, Laudate pueri, Nisi dominus et le motet Silete venti.
Les premières pièces des débuts à Londres sont d'un caractère intimiste lié à la modestie des moyens d'interprétation dont disposait le compositeur : ainsi des Chandos Anthems. Les autres œuvres religieuses de la période londonienne ont été écrites en général pour la « Chapel Royal » pour des occasions particulières ou officielles. Le Te Deum et Jubilate d'Utrecht, composé pour célébrer la conclusion de la paix d'Utrecht est fortement influencé par le style de Purcell.
Parmi les quatre Coronation Anthems de 1727, celui intitulé Zadok the Priest a toujours été joué, depuis le temps de Haendel, à l'occasion des cérémonies du couronnement royal, la dernière fois en 2023 pour le roi Charles III.
Haendel composa en 1737, à l'occasion des funérailles de la reine Caroline, qui avait été pour lui une amie proche, The ways of Zion do mourn. Il en réutilisa la musique, en la transformant complètement dans l'oratorio Israël en Égypte. Ce fut lui qui créa l'oratorio en anglais, forme musicale à laquelle il consacra toute la dernière partie de sa vie. Elle lui permit tout à la fois d'exprimer son sentiment religieux et de composer la musique qu'il aimait, si proche de celle de l'opéra. « Capable de se confronter à tous les genres : opéra, motet, anthem, cantate, concerto, il créa de toutes pièces l'oratorio anglais, enrichissant les modèles italiens de chœurs et de formes inédites nées d'une conception dramatique personnelle. »

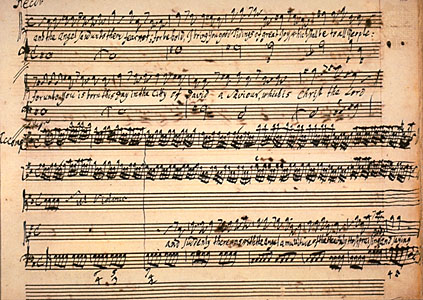
Une page manuscrite du Messiah de Haendel.

Le Messie reste son œuvre la plus connue, interprétée de façon continue en Grande-Bretagne, depuis l'époque de Haendel : la tradition de se lever lorsque résonnent les premières notes du grand chœur Alléluia se perpétue depuis lors.
« Il est paradoxal seulement en apparence que deux des trois oratorios [de Haendel] sur textes sacrés […] soient devenus célèbres au point de masquer le reste de son œuvre. Le texte biblique, en effet, induit un ton narratif, contemplatif ou épique, dévolu de préférence au personnage collectif du peuple de Dieu, fort différent de celui des trames dramatiques centrées sur de fortes individualités élaborées par les librettistes des autres oratorios. […]. Israël en Égypte et Le Messie étaient donc en leur temps tournés vers le futur, annonçant le goût du colossal qui prévaudra au siècle suivant ». Ce goût « si éloigné de la fusion baroque entre le religieux et le théâtral ».
Haendel composa d'autres oratorios sur des thèmes religieux : Solomon (Salomon), Saül, Samson, Joshua (Josué), Belshazzar, Jephtha (Jephté), Judas Maccabæus (Judas Maccabée), Theodora, etc.

### Musique pour orchestre
La plupart des compositions orchestrales de Haendel font partie d'opéras et d'oratorios : il s'agit des ouvertures et des intermèdes.
Parmi les œuvres indépendantes pour orchestre, on trouve les six concertos pour hautbois de l'opus 3, édités en 1734, mais d'une composition antérieure et écrits pour différentes occasions, ainsi que les douze concertos grossos de l'opus 6 de 1739, dans la tradition de Corelli, la structure étant celle de la sonate d'église, mais Haendel a son style personnel, particulièrement dans l'alternance du concertino et du tutti.
Ses concertos pour orgue et orchestre n'ont pas d'exemple antérieur : il créa ce genre qui fit quelques émules (par exemple chez le français Michel Corrette). Ces concertos, avec les concertos pour un ou plusieurs clavecins de Bach, sont les premiers concertos de soliste écrits pour instruments à clavier(s). Haendel en jouait la partie soliste pendant les intermèdes de ses opéras, sur l'orgue positif dont il pouvait disposer au théâtre : il n'y a pas, en principe, de voix au pédalier (ils peuvent donc tout aussi bien être joués au clavecin). 

### Musique de chambre
Six sonates en trio (opus 2) furent publiées en 1733, cependant leur composition s'étend sur de nombreuses années, et les premières remontent peut-être à 1703. Mais il est difficile d'avancer une datation exacte de ces sonates. Selon Jean-François Labie, qui situe leur composition avant 1710, lors du séjour de Haendel à Rome, elles doivent beaucoup à la musique italienne de Corelli qu'Haendel aurait étudiée avec soin. Ce sont des sonate da chiesa de forme stricte, à quatre mouvements : lent, vif, lent, vif, les solos de violons s'ouvrant tous par un mouvement lent. Il faut remarquer que les solos pour violons sont techniquement plus difficiles que ceux pour flûte et hautbois quoique leur style soit identique.
Sept autres sonates (opus 5) furent publiées en 1739. Elles possèdent cinq ou six mouvements, parmi lesquels des danses telles que la sarabande ou la gavotte. Ce sont donc des œuvres hybrides entre sonate et suite. De même forme sont les dix sonates solistes de l'opus 1 qui furent écrites entre 1712 et 1726 et éditées en 1732.
Les compositions de Haendel pour le clavecin sont extrêmement nombreuses et ont été écrites principalement comme pièces didactiques ou de circonstance. Les plus importantes, en ce qu'elles ont été publiées sous le contrôle du compositeur lui-même, sont les huit suites HWV 426-433 de 1720 ; ceci les différencie d'un second recueil publié en 1730 à Amsterdam, sans son agrément (HWV 434-438). Toutes ces pièces ont en commun, d'une part d'avoir été composées certainement pendant sa jeunesse — mais la datation en est conjecturale — et peut-être pour certaines d'entre elles, pendant son séjour à Hambourg, d'autre part de ne guère respecter la structure traditionnelle de la suite.
Du temps de Haendel, la musique de chambre comprenait aussi bien des œuvres purement instrumentales que des œuvres vocales. Nombreuses sont les cantates profanes pour petit effectif qu'il a composées : plus de soixante cantates pour soliste avec basse continue qui consistent en airs et récitatifs alternés à la façon d'Alessandro Scarlatti. Il faut y ajouter plus de dix cantates avec instruments solistes. La plupart de ces cantates profanes datent du séjour romain de Haendel, lorsqu'il fréquentait Alessandro Scarlatti, Arcangelo Corelli, Bernardo Pasquini, à l'Académie d'Arcadie. Les neuf airs allemands pour voix soliste, instruments et basse continue datent de 1709.
Haendel composa vingt-et-un duos avec basse continue. Deux d'entre eux datent probablement de 1722 ; les autres ont été composés par tiers en Italie, à Hanovre ou à Londres, dans les années 1740. Leur structure diffère profondément de celle des cantates en solo, car il n'y a ni récitatif, ni aria da capo : l'accent est mis sur l'aspect contrapuntique de l'arrangement des voix. Elles suivent l'exemple de compositions similaires par Agostino Steffani.

## L'art de Haendel
Comme beaucoup de ses contemporains, Haendel fut un compositeur extrêmement fécond. Il produisit dans à peu près tous les genres pratiqués à son époque des œuvres d'importance majeure, que ce soit en musique instrumentale ou vocale. Dans ce dernier domaine, il produisit peu d'œuvres dans sa langue allemande maternelle, mais il rivalisa, en italien, avec les spécialistes italiens de la cantate et de l'opéra et il fut, en anglais, le premier successeur et rival digne de Henry Purcell.
Son style allie l'invention mélodique, la verve et la souplesse d'inspiration des Italiens, la majesté et l'amplitude des thèmes du Grand Siècle français, le sens de l'organisation et du contrepoint des Allemands.
Un trait distinctif est le dynamisme qui émane de cette musique : « Haendel travaillait vite […] il composa Theodora en cinq semaines, le Messie en vingt quatre jours et Tamerlano en vingt jours ».
L'importance de sa production va de pair, comme chez beaucoup de ses contemporains tels que Bach, Telemann, Rameau, avec une réutilisation fréquente de ses thèmes les plus réussis, qu'il n'est pas rare de retrouver parfois à l'identique dans plusieurs œuvres, éventuellement transcrits ou transposés. Le même thème peut passer d'une sonate en trio à un concerto grosso, à un concerto pour orgue, à une cantate. Il n'hésitait pas, par ailleurs, à utiliser des thèmes d'autres compositeurs tels que François Couperin, Georg Muffat, Johann Kuhnau, Johann Kaspar Kerll entre autres. Cette pratique courante à cette époque était également utilisée par Bach.« Comme de coutume à son époque […] il ne fut pas créateur de formes ni de genres, mais il reprit ceux légués par ses prédécesseurs en les élargissant considérablement tant sur le plan structural qu'expressif, en les portant à un degré de perfection et d'universalité inconnu avant lui. » Multiples versions des mêmes œuvres, sources contradictoires, pillage par d'autres musiciens, éditions pirates faites sans l'aval et la révision du compositeur, rendent difficile le travail du musicologue ; surtout lorsque la quantité des pièces qui ressortent d'une catégorie (cantates Italiennes, pièces isolées pour le clavecin…) est si importante. Seuls sept recueils de pièces instrumentales portent un numéro d'opus.
Bien que maîtrisant parfaitement le contrepoint, ses avancées en ce domaine ne sont en rien comparables à celles de Johann Sebastian Bach. Usant de la langue de son temps, comme lui, Haendel se montre moins révolutionnaire qu'évolutionnaire.
En fait, si les deux hommes, exacts contemporains issus de la même région d'Allemagne, représentent ensemble un apogée de la musique baroque européenne, ils divergent radicalement sur de nombreux points : Bach, marié deux fois, engendra plus de vingt enfants, dont quatre musiciens doués, quand Haendel vécut célibataire jusqu'à la mort ; le cantor de Leipzig ne quitta quasi jamais sa région d'origine, pendant qu'Haendel sillonnait l'Europe ; Bach était chez lui dans la musique religieuse (oratorios, messes, motets et cantates...), alors que Haendel composait surtout de la musique profane (ses très nombreux opéras même si lui aussi composa largement de la musique religieuse). Bach resta relativement ignoré de son vivant et presque oublié quelque temps (ses fils assurèrent malgré tout la survie de son œuvre et sa diffusion, au moins au niveau régional) : « Bach ne devait pas avoir d'héritier musical direct. Sa synthèse ne pouvait intervenir qu'entre 1700 et 1750. L'évolution de l'esthétique musicale la rendait impossible ultérieurement, et, déjà à la fin de sa vie, Bach se trouva incompris et « dépassé » aux yeux de ses contemporains », alors que Haendel connut les plus grands succès, avant et après sa disparition, ce que l'on peut expliquer par le style, très différent, entre les deux génies. Bach conservant une grande métrique dans ses œuvres, tandis qu'Haendel accordait une plus grande part à l'imagination et à la mélodie. Parti pris qui survivra et dominera largement la période de la musique romantique, jusqu'à nos jours où, de manière générale, on considère que la plus grande part de l'écriture et de l'interprétation musicales doivent être consacrées à l'émotion.
Ces deux grands musiciens se connaissaient par leur musique et leur réputation respectives ; ils faisaient tous deux partie de la même société savante et avaient de nombreuses relations communes. Il faut certainement interpréter le fait que Haendel ne se soit jamais dérangé pour rencontrer Bach – alors qu'il hésitait si peu à voyager et à rencontrer tous ses collègues – soit par le sentiment de ne pas être à la hauteur, soit par celui de leur incommunicabilité réciproque.

## L'héritage de Haendel
De son vivant, Haendel connut un important succès en Italie et en Grande-Bretagne, mais aussi en France, où certaines de ses œuvres instrumentales ont été entendues au Concert Spirituel.
Après sa mort, ses opéras tombèrent dans l'oubli, tandis que sa musique sacrée continuait de rencontrer un certain succès, surtout en Grande-Bretagne. Cela s'est traduit notamment par la permanence du compositeur, formant ce que les musicologues appellent le développement du classicisme. Haendel faisait partie des compositeurs interprétés dans les Concerts of Ancient Music.
Beethoven de son côté admirait Haendel : « C'est le plus grand compositeur qui ait jamais existé ; je voudrais m'agenouiller sur sa tombe. » Il étudia Haendel durant sa dernière période créatrice et, quelque temps avant sa mort, se fit offrir une édition complète de ses œuvres et projetait d'écrire des oratorios dans le style de celui-ci. L'ouverture La Consécration de la maison (1822), contemporaine de la Neuvième symphonie, fut une tentative du genre.
Brahms a composé 25 variations et une fugue sur un thème de Haendel.
Au XIXe siècle, Haendel fut surtout apprécié pour son œuvre religieuse tant en France qu'en Grande-Bretagne. À Paris, Choron contribua pour beaucoup à le mettre à l'affiche des concerts. L'œuvre de Haendel est particulièrement appréciée parce qu'elle met en valeur les chœurs professionnels et les chorales d'amateurs, d'où la célébrité de l’Alléluia du Messie. Ses compositions tels les concertos pour orgue, Music for the Royal Fireworks et Water Music sont souvent interprétés à l'occasion de concerts dans la Chapelle du château de Versailles.
À partir des années 1960, le reste de son œuvre est redécouvert, en particulier ses opéras. Haendel bénéficia pleinement du renouveau récent de l'intérêt pour la musique baroque. Plusieurs de ses opéras sont à nouveau montés et enregistrés. Dès lors, la musique instrumentale (solistique et chambristique) et la musique vocale profane de Haendel sortent également de l'oubli et il devient l'un des compositeurs les plus joués au monde sur les scènes lyriques,.
Zadok the Priest, une de ses œuvres de couronnement, fut reprise pour donner l'hymne de la ligue des champions de football.

## Les portraits de Haendel

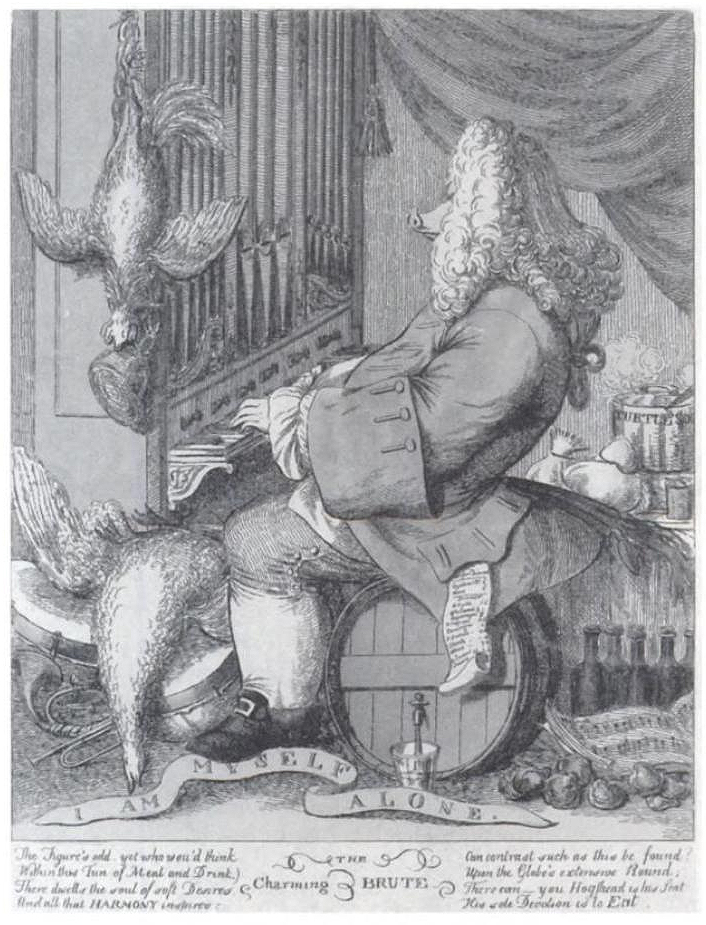
Caricature anonyme (retirage de 1754) de Haendel d'après une gouache de Joseph Goupy (vers 1740), intitulée True Representation of The Charming Brute.

Haendel a été représenté par de nombreux peintres et sculpteurs : Balthasar Denner, William Hogarth, Thomas Hudson, Louis François Roubillac, ainsi que par Joseph Goupy, qui fut l'un de ses peintres scénographes, Jules Salmson, Georges Gimel.

## Citations à propos de Haendel
« Haendel est notre maître à tous. »

— Joseph Haydn

« Je suis en train de me faire une collection des fugues de Haendel. »

— Wolfgang Amadeus Mozart

« Voici la Vérité ! »

— Ludwig van Beethoven, montrant l'édition complète des œuvres de Haendel qu'il venait de recevoir.

« Haendel est le plus grand, le plus solide compositeur ; de lui, je puis encore apprendre ! »

— Ludwig van Beethoven

« Je voudrais m'agenouiller sur sa tombe. »

— Ludwig van Beethoven

« Les odes et autres poésies de circonstances plus médiocres les unes que les autres vont pleuvoir de partout dans les mois qui suivent la mort du musicien. Les recenser n'est guère utile. Elles n'ont d'intérêt que dans la mesure où elles permettent de sentir ce que le nom de Haendel avait fini par représenter pour les Anglais. Seul le silence convient quand se tait la grande voix qui a si souvent et si bien chanté Amen et Alléluia. »

— Jean-François Labie

« Israël en Égypte est mon idéal de l'œuvre chorale. »

— Robert Schumann.

« Haendel est grand comme le monde. »

— Franz Liszt

## Utilisation de l'œuvre de Haendel au cinéma
Le Hallelujah du Messie a été utilisé par Luis Buñuel dans son film Viridiana (1961), lors de la fameuse scène du banquet des mendiants, parodie de la cène. Il a aussi été utilisé dans une version jazz par Quincy Jones dans l'ouverture du film Bob and Carol and Ted and Alice (1969) du réalisateur Paul Mazursky.
La Sarabande de Haendel est largement utilisée comme thème principal de la musique du film de Stanley Kubrick, Barry Lyndon (1975), souvent comme accompagnatrice voire annonciatrice de malheurs sur le parcours du héros (Oscar de la meilleure musique de film 1976).
Hayao Miyazaki et Joe Hisaishi l'utilisèrent également lors d'un moment crucial de Nausicaä de la Vallée du Vent (1984), lorsque l'héroïne atteint un statut quasi-messianique.
Dans Les Liaisons dangereuses (1988) de Stephen Frears, adaptation cinématographique du célèbre roman épistolaire éponyme de Pierre Choderlos de Laclos, on entend le « Ombra mai fù » de l'opéra Serse ainsi qu'un extrait du Concerto pour orgue no 13, HWV 295.
L'air « Lascia ch'io pianga » tiré de Rinaldo a été utilisé au moins trois fois dans le cinéma : dans Farinelli de Gérard Corbiau (1994) dans lequel Haendel est interprété par Jeroen Krabbé, Everything is fine de Bo Widerberg (1997) et Antichrist de Lars von Trier (2009).

## Hommages
En astronomie, sont nommés en son honneur (3826) Handel, un astéroïde de la ceinture principale d'astéroïdes, et Handel, un cratère de la planète Mercure.

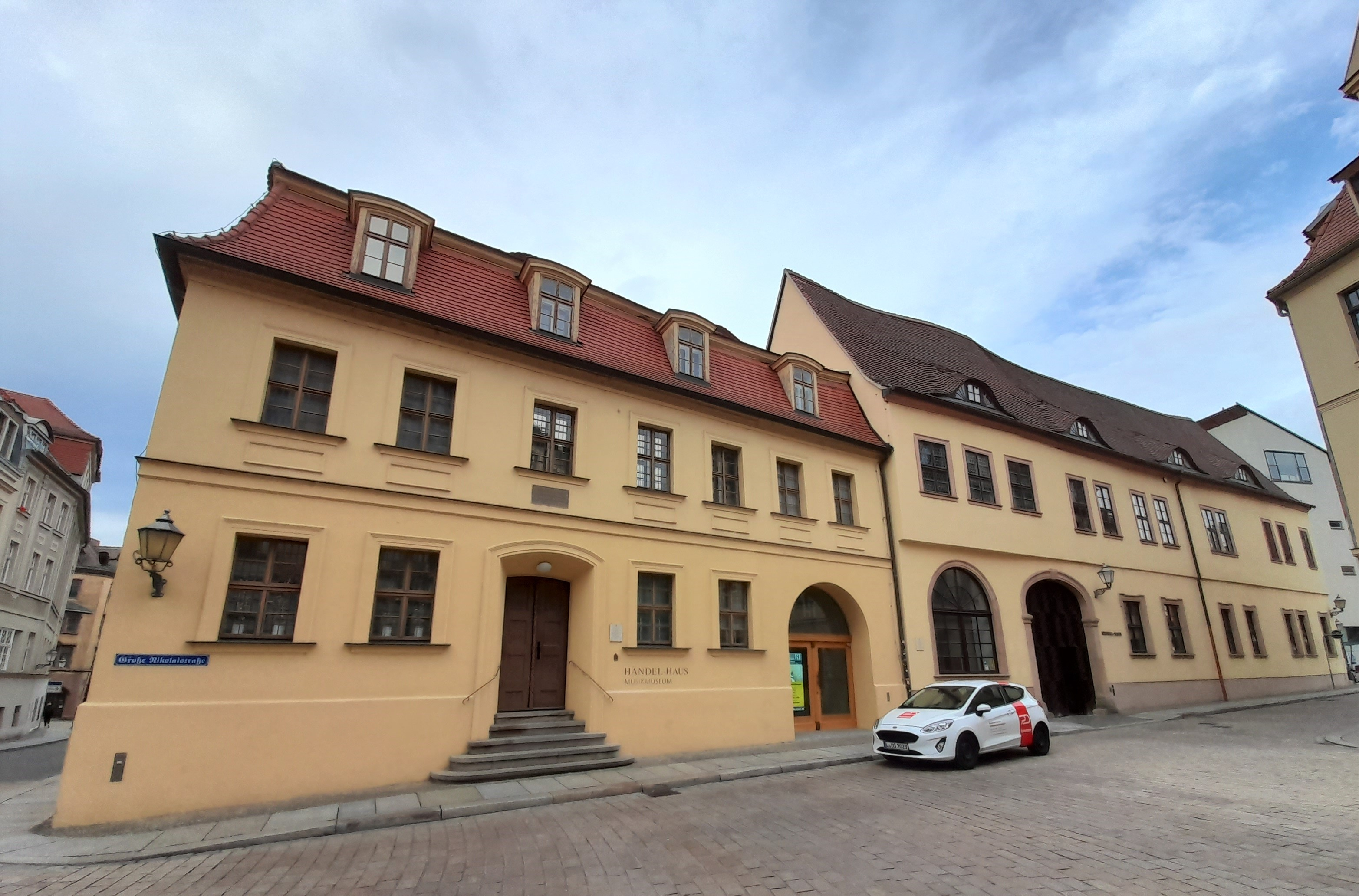
Maison de naissance de Georg Friedrich Haendel de Halle-sur-Saale en Allemagne.

## Musées Haendel
- Maison de naissance de Georg Friedrich Haendel de Halle-sur-Saale en Allemagne.
- Handel & Hendrix à Londres

## Dans la littérature
Dans Les Très Riches Heures de l'humanité, de Stefan Zweig, le chapitre La Résurrection de Georges-Frédéric Haendel raconte un épisode de la vie de Haendel : son accident de santé et la composition du Messie y sont relatés.